# ウクライナ文学
ウクライナ文学（ウクライナぶんがく、ウクライナ語: Українська література）は、ウクライナ語で書かれた文学、またはウクライナ人やウクライナにルーツを持つ人物による文学を指す（定義を参照）。ウクライナには多様な民族が活動してきた背景があるために、ウクライナ語の他にロシア語や混合語などさまざまな言語の作品が存在する（言語、地理を参照）。
最古の作品はキーウ・ルーシの時代に属しており、古代スラヴ語や教会スラヴ語による年代記や叙事詩が存在した。キーウ・ルーシの滅亡後は地域が分かれ、古スラヴ語はウクライナ語、ロシア語、ベラルーシ語へと分かれていった。ウクライナ・コサックによる文化の隆盛があったのち、政治的に東西に分かれて支配を受けた。近代に入るとウクライナ語の口語による作品が現れ、詩、小説、戯曲などの発表が相次ぎ、19世紀以降に民族運動や独立運動も高まった。しかしロシア帝国やソヴィエト連邦など各時代の政府によってウクライナ語の使用がしばしば抑圧され、表現方法や作品のテーマも制限を受けた（歴史を参照）。
ウクライナ文学は韻文、民話、年代記、演劇などの伝統を持ち、著名な詩人は国民的に支持されている。1989年にウクライナ語が初めて公用語となり、1991年に独立をとげると、作家は自由にテーマや表現形式を選べるようになった。それまで少なかった種類の作品も読まれるようになり、テーマにおいてはジェンダー、移民、そして2014年の尊厳の革命以降の社会を意識した創作も行われている（作品形式、テーマを参照）。

## 定義
現代ウクライナ文学の定義は、時代区分ではペレストロイカと、それにともなう詩人グループのブー・バー・ブーの活動以降を指す。言語面ではウクライナ在住またはウクライナをテーマとするウクライナ語作家による作品と、ウクライナ在住またはウクライナをテーマとするロシア語作家による作品に大別される。ウクライナ語とロシア語の混合語にあたるスルジクで執筆された作品や、国外の作家がウクライナ語で執筆した作品もある（言語、地理を参照）。この他にも、クリミア・タタール語の作品や、ウクライナ出身で非ウクライナ語作家の作品をウクライナ文学に含める場合もある。
過去のウクライナ文学は、歴史をさかのぼることによる再発見で位置づけが進んだ。ロシア文学も同様の経緯を持つ（文学論を参照）。歴史におけるウクライナとロシアの関係は流動的となっている。理由としては、(1) 過去において明確に分かれて存在していたわけではない点、(2) 分類する基準が複数あるために帰属を決めるのが困難である点がある。独立後は出版においてウクライナ語化と脱ロシア語化が進められており、ウクライナ語の割合が増える可能性が高い（後述）。

## 歴史

### 古代 - 中世

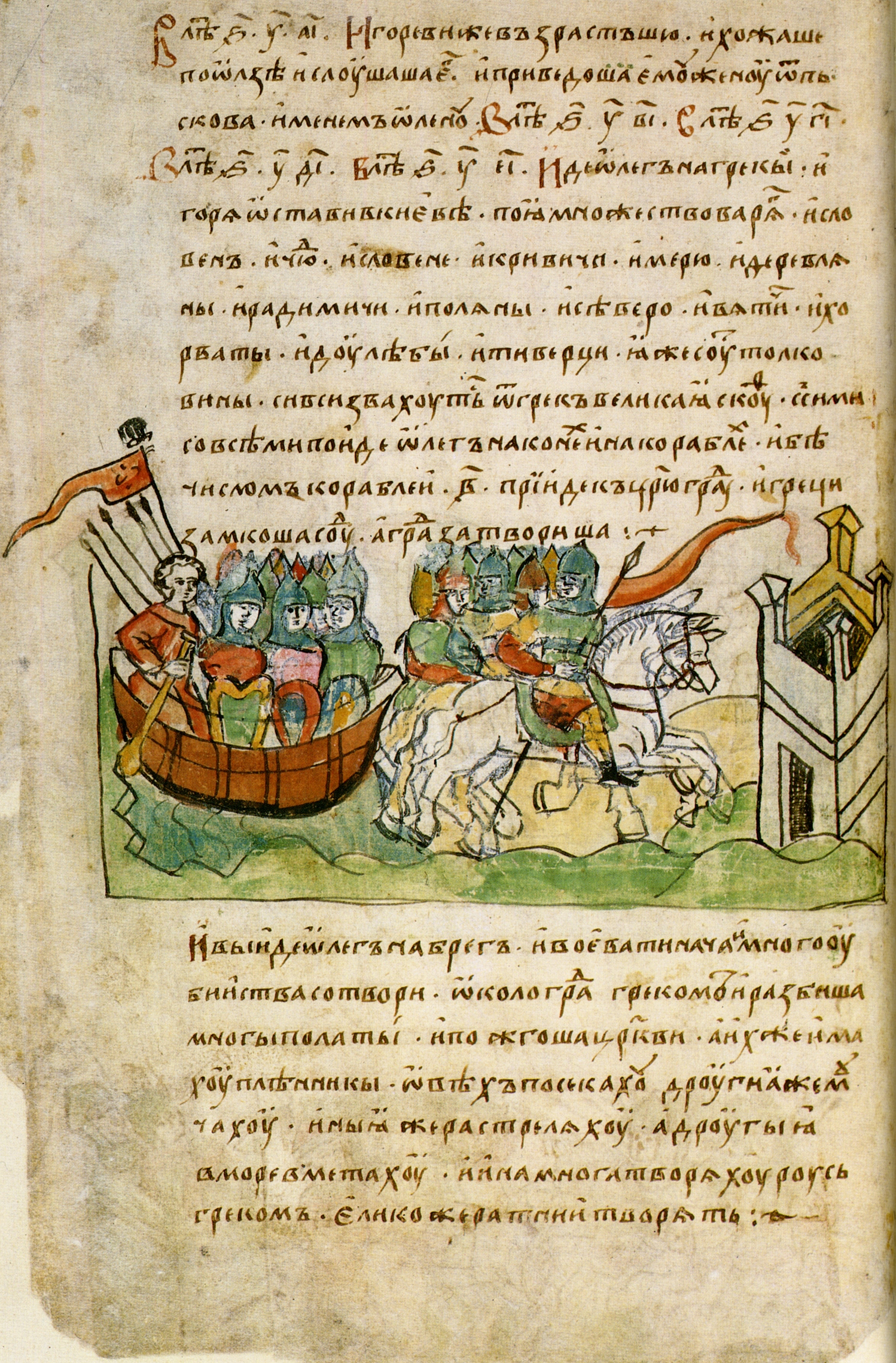
『原初年代記』

全てのスラヴ諸語の元になったスラヴ祖語の文献はない。スラヴ人の由来は諸説あり、オーデル川、バルト海、ドニエプル川、ドナウ川で区切られた地域でベラルーシとウクライナの国境付近と推定される。スラヴ人が文字を使う前の時代については、歴史家の著作に記録がある。紀元前8世紀にいたスキタイ人が使っていたスキタイ語は碑文等の直接記録がない。紀元前5世紀のヘロドトスの『歴史』、2世紀のプトレマイオスの『地理学』、プリニウスの『博物誌』などにスラヴ人と推定される民族が記述されている。
スラヴ祖語は話し言葉の共通語であり、9世紀以降は各地の方言の差異が大きくなり個別の言語に分かれていった。9世紀にはビザンツ帝国でスラヴ語の文字が作られ、文語である古代教会スラヴ語（古代スラヴ語）が成立した。キーウ・ルーシの時代にはビザンツ帝国からキリスト教が入り、キリスト教関係の書物の翻訳が行われた。この翻訳はブルガリア帝国の滅亡でルーシに来た人々が中心となり、ギリシャ語の原典からスラヴ語に翻訳された。教会文書だけでなく世俗的な説話、年代記、軍記、年代記、詩論などが翻訳された。キーウ・ルーシ時代には教会での典礼や文語のための古代教会スラヴ語と、そこから成立した教会スラヴ語、そして民衆の言葉でウクライナ語のもとになった古東スラヴ語が使われた。やがて識字者が増え、キーウ・ルーシ最初の歴史書である『原初年代記』をはじめとする年代記が修道士らによって書き継がれた。創作も行われるようになり、最初期の叙事詩として『イーゴリ遠征物語』（12世紀後半）が書かれた。また、吟遊詩人たちが歌う叙事詩ドゥマの起源は、10世紀から11世紀の宮廷儀式や葬儀などにある。
キーウ・ルーシがモンゴルのルーシ侵攻で滅んだあと首都キーウは荒廃し、ハールィチ・ヴォルィーニ大公国が栄えた。首都として建設されたリヴィウは、のちにウクライナ初の印刷・出版が行われ、文化センターとなった（活版印刷や19世紀 - 20世紀初頭を参照）。ハールィチ・ヴォルィーニ大公国は14世紀に滅び、ウクライナの地域はポーランド王国とリトアニア大公国に分かれて統治された。当時の記録として、『キエフ年代記』や『ハールィチ・ヴォルィーニ年代記』がある。

### 15世紀-18世紀

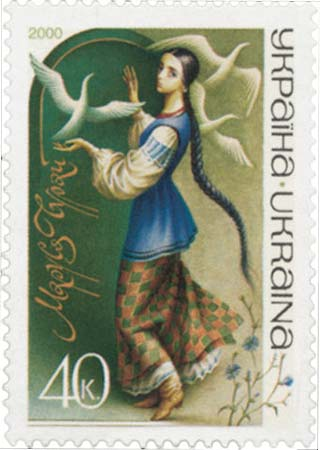
17世紀の歌手・詩人マルーシャ・チュラーイの切手

ウクライナ文化の重要なモチーフであるコサックは、15世紀から16世紀にかけて出現した。ウクライナ・コサックはタタール・コサックやポーランドとの戦いをへて軍事集団となり、キーウを17世紀に再建し、1615年にはペチェールスカヤ大修道院印刷所（キーウ印刷所）が建設された。伝説的な詩人のマルーシャ・チュラーイは、コサックとの悲恋、農村の美しさなどを抒情詩に謳い、幸福や平和を表現している。
17世紀にかけて、ウクライナとロシアの文芸作品の地域的な違いが明らかになった。コサックが再建したキーウに神学校のモヒーラ・アカデミアが設立され、ラテン語の教育が始まった。このアカデミアは当時の東方正教圏で初の教育機関となり、高等教育の中心となった。モンゴル侵攻以降は西欧文化と切り離されていた東スラヴにルネサンス以降の西欧文化が伝わり、著作家はラテン語の教養を身につけ、社会階層や民族が多様な学生がギリシャやローマの古典を読むようになった。
モヒーラ・アカデミア経由でポーランドのバロック文化がキーウに伝わり、ウクライナ・バロックが成立した。ウクライナ・バロックは建築、絵画、文学などの分野で表現され、ルネサンス的な役割を果たした。初めてウクライナの口語を使った文芸作品として戯曲が書かれた。モヒーラ・アカデミア以降、西欧文化はキーウに伝わったのちにモスクワに伝わるという関係が生まれた。西欧のロマンスや説話が翻訳されて人気を呼び、文芸の世俗化が進み、ウクライナからロシアへの啓蒙的な立場は18世紀初頭まで続いた。
民族集団となったコサックはヘーチマン国家という国家を建設するが、ポーランドとロシア帝国によって分割されて消滅する。近代ウクライナ文学の幕開けとなったイヴァン・コトリャレフスキーの『エネイーダ』（1798年）は、このコサック国家を再建する物語だった。『エネイーダ』は口語をもとに書かれており、ウクライナ語の新たな文学表現として影響を与えた。

### 19世紀 - 20世紀初頭

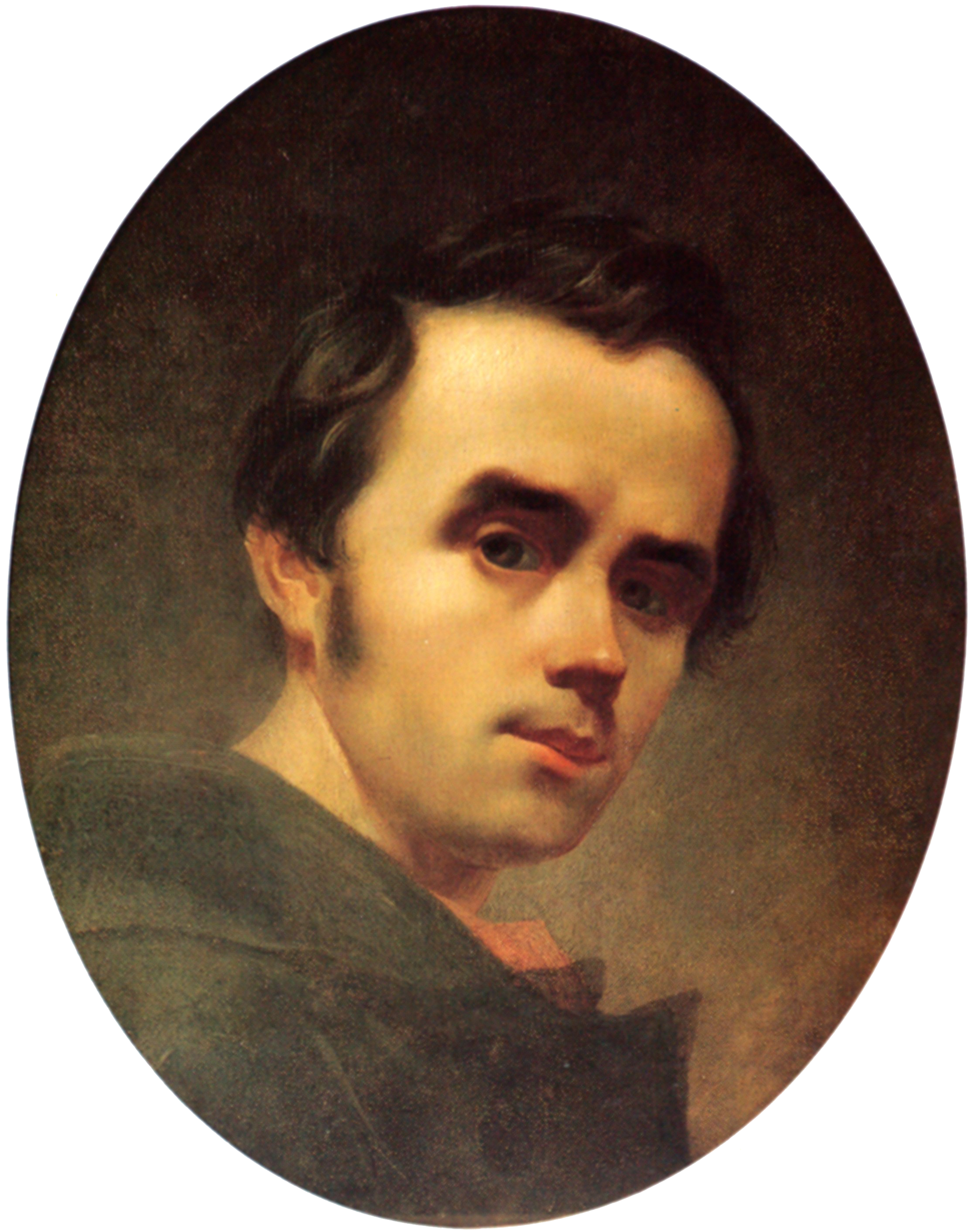
タラス・シェフチェンコの自画像。絵の才能によって農奴から解放され、詩作によってウクライナ独立の象徴となった

ウクライナ人が暮らす地域は、ほとんどが東部のロシア帝国と西部のハプスブルク帝国によって東西に分断された。ロシア領とハプスブルク領のウクライナ人はともに大半が農民で、東西いずれでも苦しい暮らしだった。ロシア領内では農奴制があり、ハプスブルク領内では農奴が解放されたが支配階級のポーランド人（シュラフタ）の抑圧を受けた。こうした状況で、文化や言語を共有する人々によって民族運動が始まり、東西に分かれていた集団がウクライナ人としてのアイデンティティを形成した。
民族運動を始めたのは、インテリゲンツィアと呼ばれる知識階層だった。作家や歴史家はロマン主義の影響を受けつつ、伝承や歌謡、コサックの文化などを表現した。詩人のタラス・シェフチェンコはウクライナへの愛情とロシアへの対抗をウクライナ語でうたった。シェフチェンコは政治結社キリル・メトディー団に参加したが、キリル・メトディー団のメンバーは帝国政府に逮捕され、シェフチェンコは流刑生活を送った。キリル・メトディー団の活動はフロマーダ（共同体）と呼ばれる結社が引き継いだ。しかし帝国政府はウクライナ人の民族運動を抑圧し、エムス法（1876年）であらゆる分野のウクライナ語出版を禁止した。このために多くの知識人が西のハプスブルク領内に移住した。

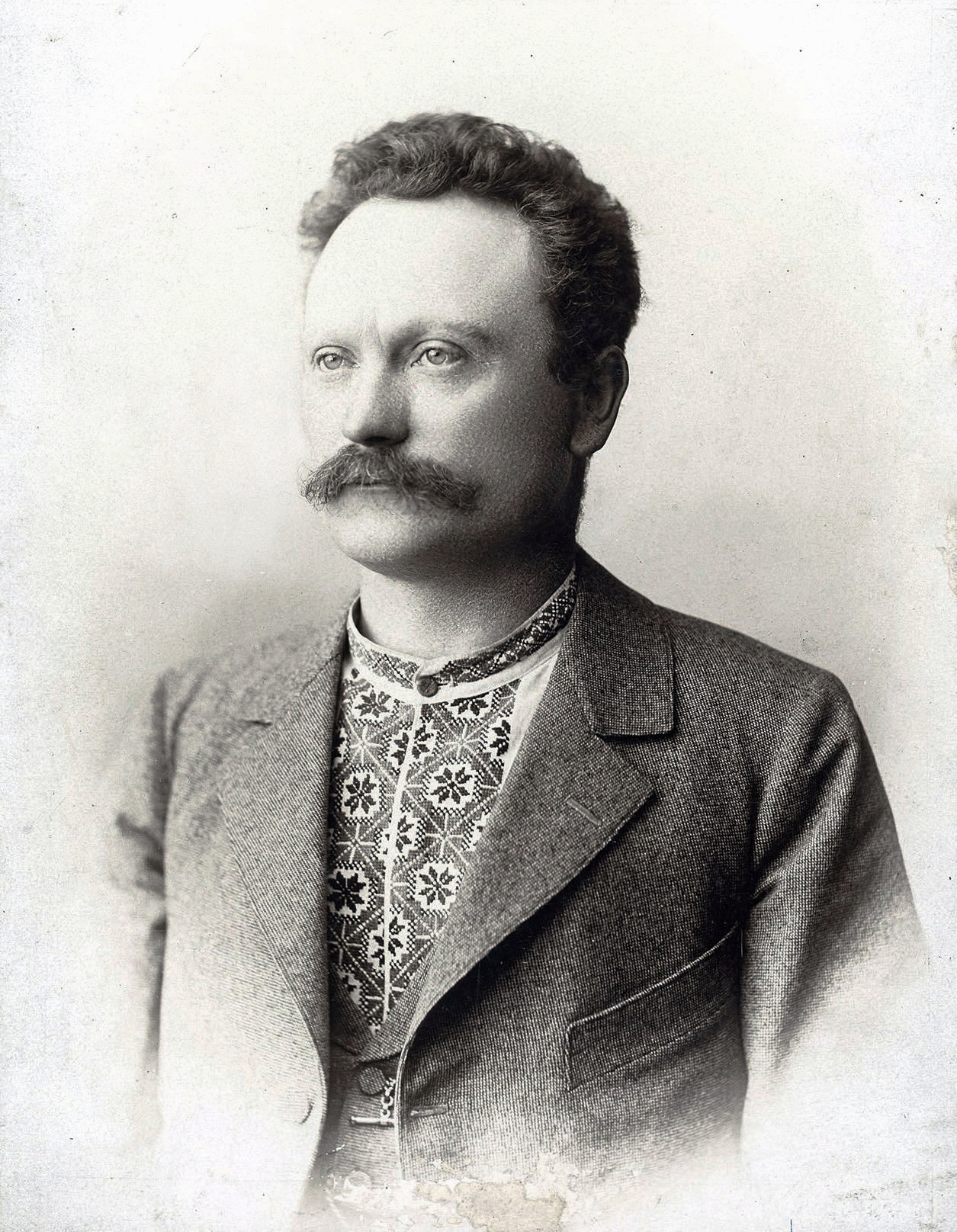
イヴァン・フランコ。民族運動を象徴する作家で、小説、評論、翻訳、編集、政治活動など多方面で活動した

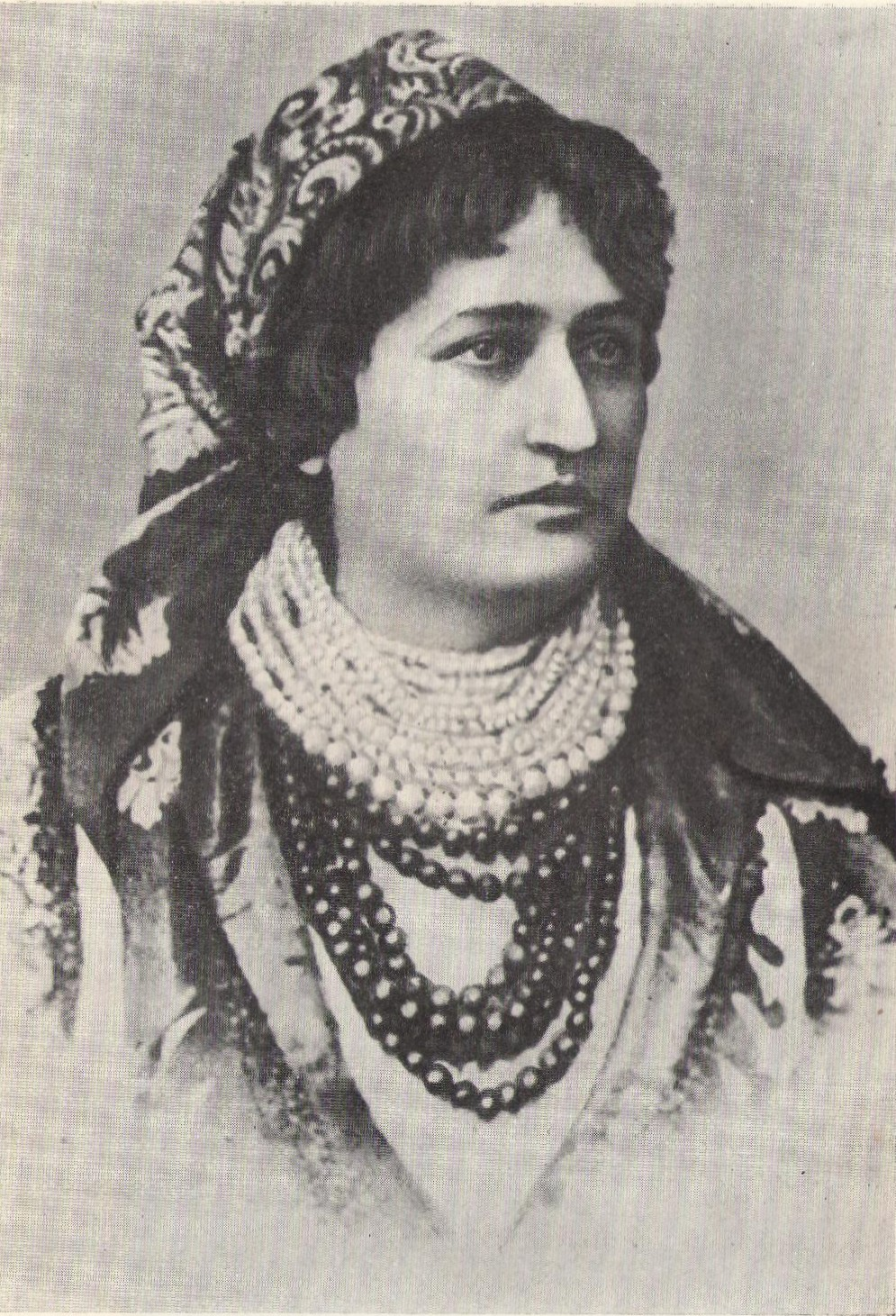
ナターリヤ・コブリンスカ。女性の平等を主張し、初の女性作家アンソロジーをプチールカと共に編纂した

東西のウクライナ人は国境を越えて交流を進めた。19世紀末から20世紀初頭にかけては、ハプスブルク領内のハーリチナが民族主義運動の中心となった。思想家のミハイロ・ドラホマーノフはスイスのジュネーヴに亡命し、ウクライナ語雑誌『フロマーダ』に執筆してリヴィウ大学のウクライナ人学生に読まれた。ドラホマーノフの影響を受けた作家イヴァン・フランコは、創作とともに民族運動に励み、1890年にフランコらが設立したウクライナ急進党は、近代史上初めてウクライナの統一と独立を掲げた政党となった。リヴィウ大学では1894年からミハイロ・フルシェフスキーがウクライナ史講座を担当し、ウクライナ語の出版や研究が盛んになった。フルシェフスキーはウクライナ人の通史として、『概説ウクライナ民族史』と『図説ウクライナ民族史』を発表した。シェフチェンコはコサックとしてのアイデンティティを西ウクライナに伝え、東西ウクライナを代表する詩人となった。ナターリヤ・コブリンスカとオレーナ・プチールカは、ウクライナ初の女性作家アンソロジー『最初の花冠』（Pershyi vinok, 1887年）を編纂した。多数のウクライナの知識人や政治家がウィーンを拠点にして活動し、雑誌「ルテニア展望」（のちの「ウクライナ展望」）を発行して、ウクライナの自立をドイツ語圏の人々に訴えた。
ロシア領内では、エムス法によって民族運動の抑圧が続き、工業化とともにロシアからの労働者が移住してロシア化が進んだ。20世紀初頭にも多くの作家が活動したが、のちのソヴィエト連邦時代には評価されずに埋もれていった。この時代の文芸作品が再評価されるのは1991年の独立後となる（後述）。

### ロシア革命 - ソヴィエト連邦
1917年のロシア革命後、ウクライナでは複数の権力が存在する複雑な状況となり、ウクライナの名を持つ国家が初めて建国された。ウクライナ人民共和国では、ウクライナ語の他にロシア語、ポーランド語、イディッシュ語が公用語になり、短期間ではあったが多民族・多言語の文化が展開された。その後、ウクライナ社会主義ソヴィエト共和国が成立して1922年にソヴィエト連邦の構成国のひとつになった。

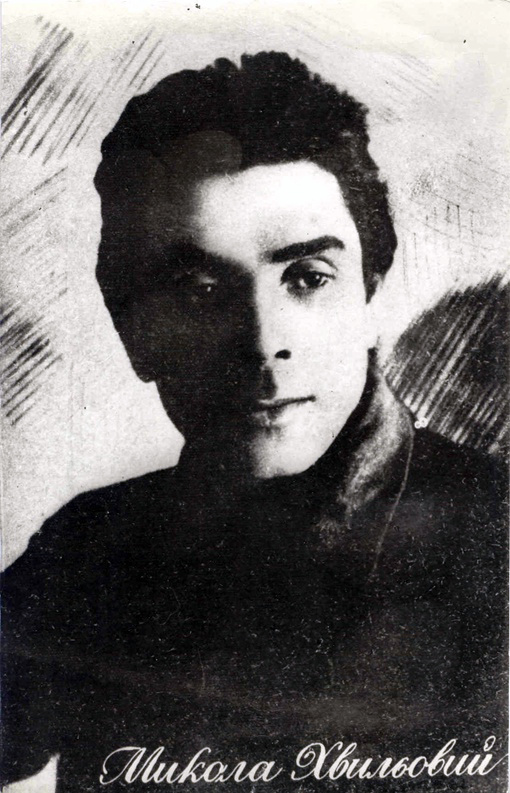
スターリン体制下で弾圧を受けて自殺した作家、ミコラ・フヴィリョヴィー

ソ連の構成国となってからは共産党の干渉があり、ウクライナ文学の損失となった。検閲によって作品のテーマが決められるようになった。1920年代にはウクライナ文化を復興するウクライナ化が進められたが、ヨシフ・スターリン政権の時代になると大粛清によってウクライナ出身の作家は多数弾圧された。当時の文化人や作品は銃殺されたルネサンスや処刑されたルネサンスと呼ばれている。ロシア語に適合させるためにウクライナ語のアルファベットが禁止されたり、ウクライナ人作家の本が禁書とされる場合もあった。内容面では社会主義リアリズムの強化が求められ、ソ連経済が共産党指導部によって指導されて解決するといったストーリーの小説が当局に推奨された。

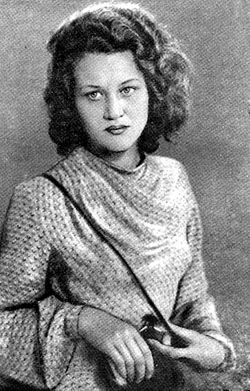
リーナ・コステンコ。同時期にデビューした作家たちと共に「60年代人」と呼ばれる

スターリン体制が終わり、1963年にペトロ・シェレストがウクライナ共産党の第一書記になるとソ連内でウクライナの地位を引き上げるためのウクライナ化が始まり、ウクライナ文化の復興が進められた。この時期にデビューした作家や芸術家は60年代人とも呼ばれる。しかし、1970年代と1980年代のレオニード・ブレジネフ政権の時代には再びウクライナ語が抑圧された。教育や仕事でロシア語が有利となり、ウクライナ語の知識層は反体制派と疑われた。

### 現代
チョルノービリ原発事故（1986年）によってモスクワ政府に不信感を抱いた人々は、ソ連よりもウクライナのアイデンティティを強めた。ユーリ・アンドルホーヴィチらは1986年に詩人のグループであるブー・バー・ブーを結成して人気を読んだ。一般的に、この時期以降がウクライナの現代文学とされる。1986年のウクライナ作家同盟大会ではウクライナ語の現状が問題とされ、アルファベットの変更、出版物の増大、教育の拡充、国家語化などの要求が出された。1980年代後半にはソ連の混乱が深まり、1960年代の運動を経験している人々が中心となってウクライナ作家協会やウクライナ語協会で変化を進めた。1989年には言語法が成立し、ウクライナ語がウクライナ共和国の国家語となった。
言語法によってウクライナ語が公式に認められ、ウクライナ文学の創作環境は良くなった。自己表現やアイデンティティと自由に結びつき、多数の作家が活動した。1991年のソビエト連邦の崩壊によってウクライナは独立し、独立後は作家たちによってマジックリアリズムやポストモダニズムの作品も発表された。ホラー小説、SF小説、日記、旅行記、短編なども読まれるようになった。また、ソ連時代に評価されなかった20世紀初頭の作品の再評価も進んだ。2014年には尊厳の革命が起きてヴィクトル・ヤヌコーヴィチ政権が倒れ、ウクライナ紛争が始まった。こうした社会を反映した作品も発表されている（後述）。

## 作品形式

### 詩、歌謡

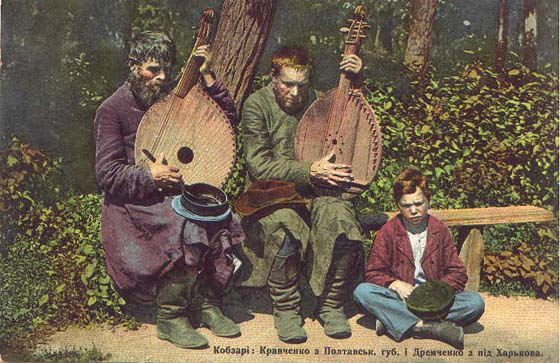
吟遊詩人コブザーリ。かつてはコブザーリの多くが視覚障害者だった

最初期の叙事詩『イーゴリ遠征物語』（12世紀後半）は、イーホル・スヴャトスラーヴィチと遊牧民ポロヴェツ人の戦いを描いている。複雑な技法によって書かれており同時代に類似の作品がなく、『ニーベルンゲンの歌』や『ロランの歌』と並び称されている。中でも、イーゴリの身を案じる妻ヤロスラーヴナの嘆きが叙情的と評価されている。
コサックの時代には文学や民俗芸術が発展し、マルーシャ・チュライの詩や歌謡はウクライナ音楽に影響を与えている。15世紀から17世紀にかけてコサックによって叙事詩の歌謡であるドゥマが誕生した。ドゥマは漂白する吟遊詩人によって歌われ、コブザやバンドゥーラという楽器を使うコブザールと、リラという楽器を使うリールニクという2通りの吟遊詩人がいた。ドゥマには戦いや捕虜の苦難をテーマにした叙事詩、日常生活をテーマにした抒情的な詩、宗教的な詩、民族運動や社会的闘争についての詩などがある。その後、ドゥーマはコンサート芸術として継承され、歌人の養成はキーウ音楽院で行われた。
ウクライナ・バロックの時代には技巧的な言語遊戯が行われ、アルファベットを語頭や詩行の冒頭に読み込んだアルファベット詩、冒頭の文字から構成される折句、左右どちらからも読める回文詩（ラーキ）などが作られた。19世紀に作曲家のミコーラ・ルイセンコはウクライナの民俗歌謡を収集してウクライナ語オペラを作った。

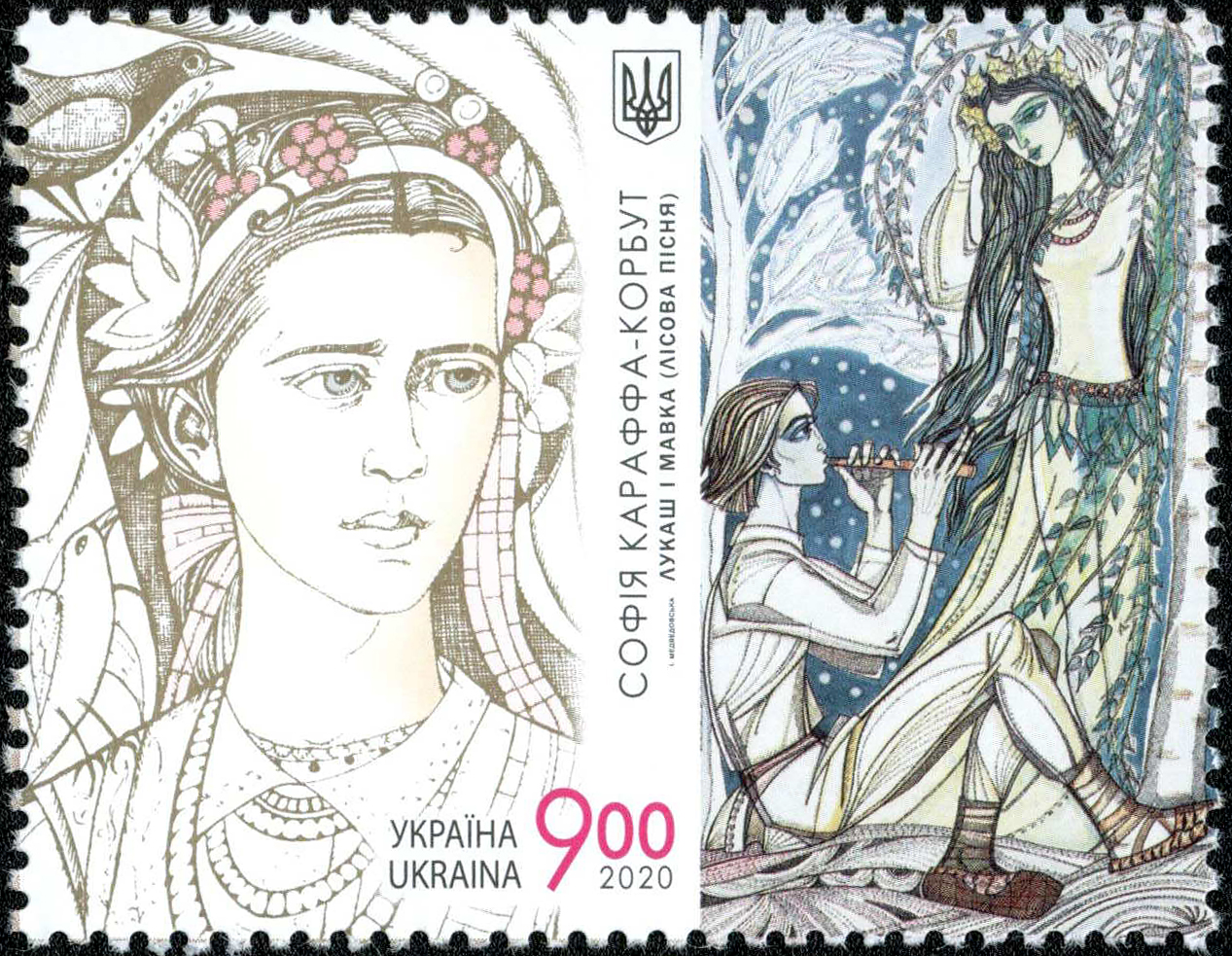
レーシャ・ウクライーンカの生誕150周年切手。右は『森の歌』に登場するルカシュとマフカ

タラス・シェフチェンコは農奴の生まれで絵の才能を評価されて自由人となり、ロシア帝国美術アカデミーに通いながら詩作を行い、第1詩集『コブザール』（1840年）はウクライナで歓迎された。シェフチェンコは弱い者や虐げられた者への同情、ロシアやウクライナの地主層などの農民を虐げる権力への憤り、コサックの自治の理想などをウクライナ語で綴り、民族独立の象徴とされている。レーシャ・ウクライーンカは結核を患いながら劇詩と文芸評論で活動した。ウクライナを舞台にした『森の歌』（1911年）では、自然と人間をテーマにしながらも対立的には描かず、共生の哲学の先駆ともいえる表現をしている。ウクライナ市民のアンケートによれば、タラス・シェフチェンコとレーシャ・ウクライーンカは、「全時代を通じて最も偉大なウクライナ人」の10人の中に選ばれている。
ミコーラ・ゼロフは、19世紀後半から20世紀のウクライナ詩人のアンソロジー『新しいウクライナの詩』（1920年）の編纂や、詩集『カメナ』（1924年）の発表でモダニズム運動を進めた。1960年代から活動しているリーナ・コステンコは文明批評的な視点を持ち、古典的な韻律詩から自由詩までを駆使している。詩人グループのブー・バー・ブーはペレストロイカ期に詩の朗読会を行い、風刺と笑いの作風で人気を呼んだ。

### 散文

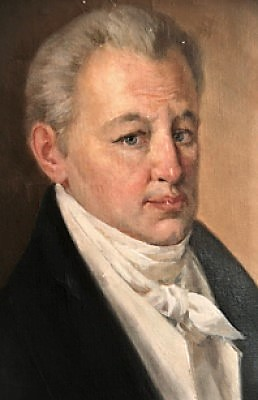
イヴァン・コトリャレフスキー。ウクライナ初の口語小説を書いた

中世初期に最も人気があった作品として『修道院長ダニイールの聖地巡礼記』（1108年）がある。チェルニーヒウ出身とされるダニイールが、聖地巡礼団の一員としてパレスチナに滞在した体験を記録しており、スラヴ人による最古の紀行文学にあたる。
ウクライナの口語で書かれた初の小説は、イヴァン・コトリャレフスキーの『エネイーダ』（1798年）だった。内容はウェルギリウスの『アエネイス』をウクライナに移し変えたもので、『アエネイス』のローマ建国伝説をコサックの再建伝説にしている。口語で書かれた『エネイーダ』は、ウクライナ文学の新たな表現のきっかけとなり、これ以降の作家は伝統的な文学の書記法ではなく、生きた単語の音を伝える口語の文字化を模索した。
散文は19世紀以降の民族運動にも影響を与えた。ハーリチナで活動したイヴァン・フランコは、作家の他にジャーナリストや政治評論家としてもウクライナ人の地位向上を目指した。『鉛筆』（1885年）などの小説では教育の現状を批判した。評論では農民の窮状として、栄養、教育、権利の3点が欠けていると訴えた。ワレリヤン・ピドモヒーリニーはウクライナ初の都市小説『都市』（1928年）を発表したほか、フランス文学の作品を翻訳紹介した。
独立後には短編小説が流行し、歴史や社会を話題にした小説も人気を呼んでいる。詩人による小説、散文、日記本も多く発表されるようになり、リーナ・コステンコの初の小説『ウクライナのいかれた人の日記』（2010年）や、イリーナ・ジレンコの日記本『ホモ・フェリース』（2011年）は、ウクライナ社会の変化を取り上げて好評を得ている。

### 年代記、列伝、説教

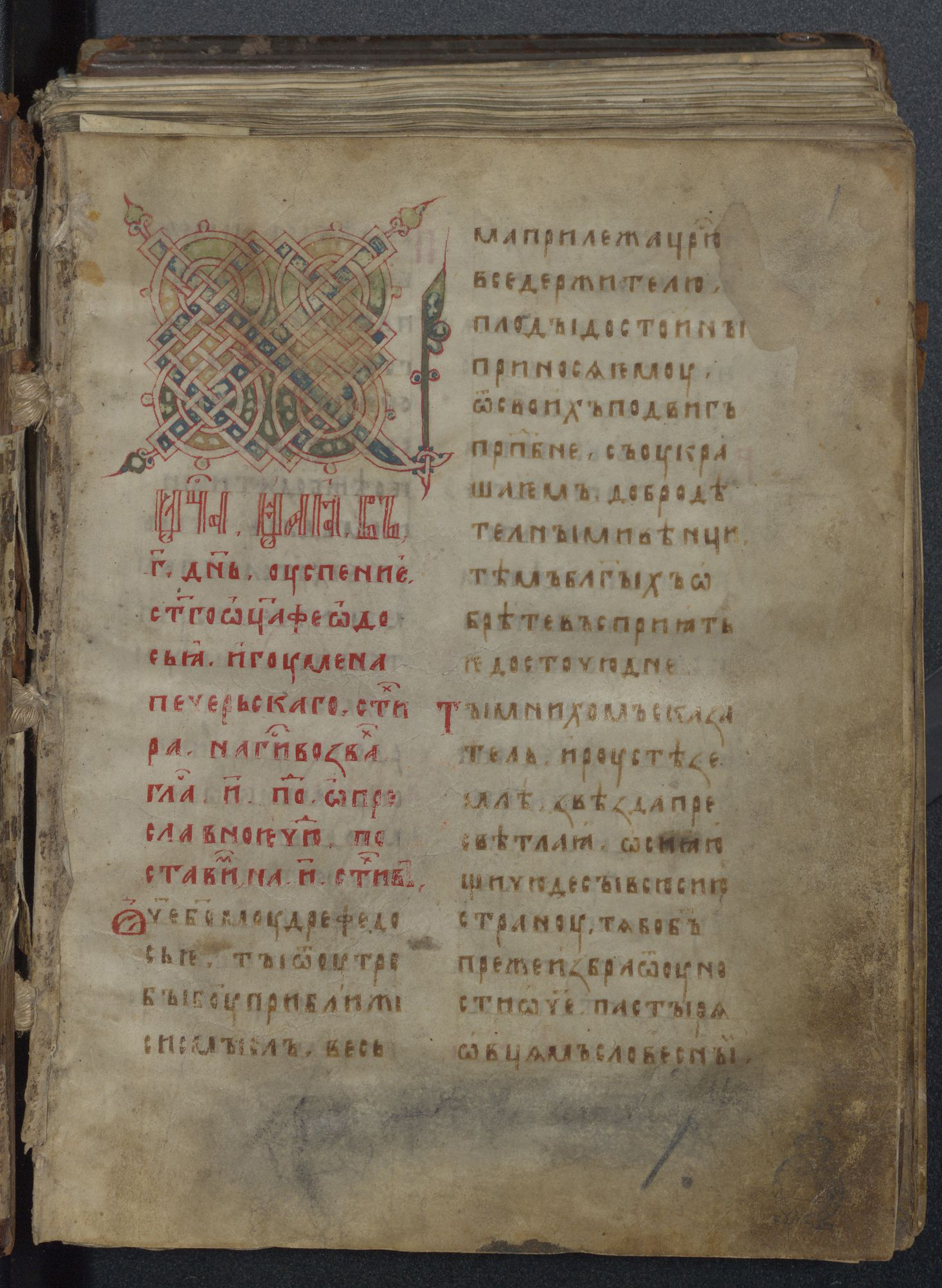
『キーウ洞窟修道院聖者列伝』

中世ルーシの年代記はレートピシと呼ばれ、歴史的・年代誌的な記録をまとめた集成になっている。キーウ・ルーシの基本的な記録として『イパーチイ年代記』がある。『イパーチイ年代記』は『原初年代記』(852年 - 1117年)、『キエフ年代記』(1118年 - 1200年)、『ハールィチ・ヴォルィーニ年代記』(1201年 - 1292年)の3部分で構成されている。最古の年代記にあたる『原初年代記』は、キーウ・ペチェールシク大修道院（キーウ洞窟修道院）のネストルという修道士によって執筆・編集された。ネストルはルーシの歴史を世界の歴史と関連づける方法論をとっており、ルーシ建国からルーシの内紛、そして外敵の侵入が記述されている。執筆の資料には、ビザンツの年代記、聖者伝、説教、聖書、外交文書、地方の記録、同時代人の証言、伝承、スカンディナヴィアのサガなどさまざまなものが使われている。
中世に最も盛んだったジャンルとして説教がある。代表的な作品は、キーウ府主教のイラリオンの『律法と恩寵についての講話』（1037年 - 1050年）で、ビザンツ文学の伝統とスラヴ民族のイメージを取り入れている。
キリスト教の教会文学には、修道士らの言行を記録した聖者列伝（パテリーク）と呼ばれるジャンルがある。キーウ・ルーシ時代の著名な聖者列伝には『キーウ洞窟修道院聖者列伝』がある。この列伝は、ウラジーミル司教シモンと修道士ポリカルプの物語が中心となっている。ポリカルプは現状に不満を抱いて司教になる望みを持ち、それをシモンが説得するという構成で、ポリカルプの語りの面白さとシモンの寡黙さによって宗教性から独立して楽しめる内容になっている。シモンとポリカルプの物語は13世紀に書かれ、のちの15世紀と17世紀に編纂された。

### 民話、児童文学

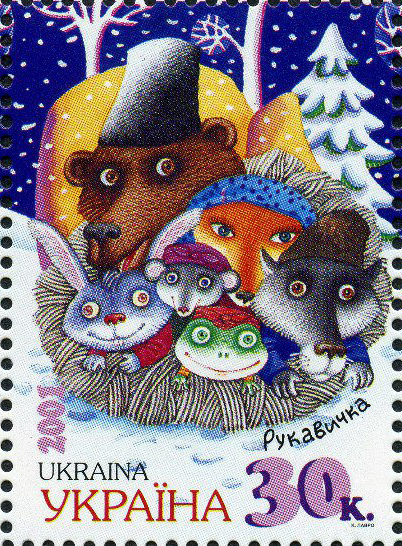
民話『てぶくろ』をモチーフにした切手

中世からさまざまな民話があり、民話で語られている自然、生活風俗、超自然な存在などは理想化されたウクライナ像として18世紀後半から19世紀にかけて文芸作品のモチーフとなった。コトリャレフスキーも民話を多数引用している。ドムィトロー・ツェールテレフは初のウクライナ民謡集『小ロシア古謡集の試み』（1819年）を発表し、民族叙事詩のドゥマが初めて活字として出版された。
民話は民族運動や文化運動とも結びつき、19世紀初頭にハルキウ・ロマン主義と呼ばれる文芸復興運動が起きた際は、ウクライナの貴族が民話の収集・刊行を行なった。ウクライナ人としてのアイデンティティを公言できない時代にも研究者はおり、ミコラ・アルカスは弁護士をしながらウクライナ民謡を収集し、歴史書も執筆した。収集されたウクライナ民話がロシア語に翻訳される場合もあり、ロングセラーとなった絵本として『てぶくろ』がある。イヴァン・フランコの児童文学作品『狐ミキータ』は、フランスの民話『狐物語』やゲーテの『ライネケ狐』をもとにしつつ、擬人化された動物によって民族対立を風刺し、知恵と勇気で生き延びることを語っている。『狐ミキータ』はフランコの作品の中では最もウクライナで親しまれている。

### 演劇
17世紀のウクライナ・バロックで盛んになったインテルメーディアと呼ばれる喜劇は、ウクライナ語の口語で書かれており、口語による近代ウクライナ文学の先駆けとなった。この喜劇は民話やアネクドートを素材にして、宗教劇の幕間に上演された。インテルメーディアではパロディ作品が盛んに作られ、特に宗教的テーマのパロディが多かった。宗教的なパロディはロシアでは冒涜とみなされたが、ウクライナでは問題視されなかった。インテルメーディアは多言語的・多民族的な特徴を持ち、さまざまな民族の登場人物がいる。ウクライナ人、ベラルーシ人、ポーランド人は自国語のセリフを話し、他の民族も特徴をつけた訛りで話す習慣があった。インテルメーディアは各地を遍歴する聖職者や休暇中の神学生によって演じられ、笑いの文学が普及した。『エネイーダ』の作者コトリャレフスキーもインテルメーディア的な喜劇として『ナタルカ・ポルタウカ』や『魔法使いの兵士』（ともに1819年初演）などを書き、近代劇のもとになった。
ベルテプと呼ばれる人形劇は、インテルメーディアの影響で誕生したともいわれる。クリスマスの時期に村々をまわる学生によって上演され、宗教的な内容と世俗的な内容の2部構成だった。宗教的な内容は降誕劇に近く、世俗的な内容はインテルメーディアに近かった。
1920年代には、演出家のレシ・クルバスや脚本家のミコラ・クーリッシュらによってウクライナ・アバンギャルドの作品が発表されていたが、当時のソ連では評価されず、これらが再評価されるのは雪解けの時期になってからだった。1958年に「ウクライナ演劇の春」が開催され、小説をもとにしたバレエも創作・上演された。以降は現代の人々と現実も舞台で表現されるようになった。

## テーマ

### ジェンダー

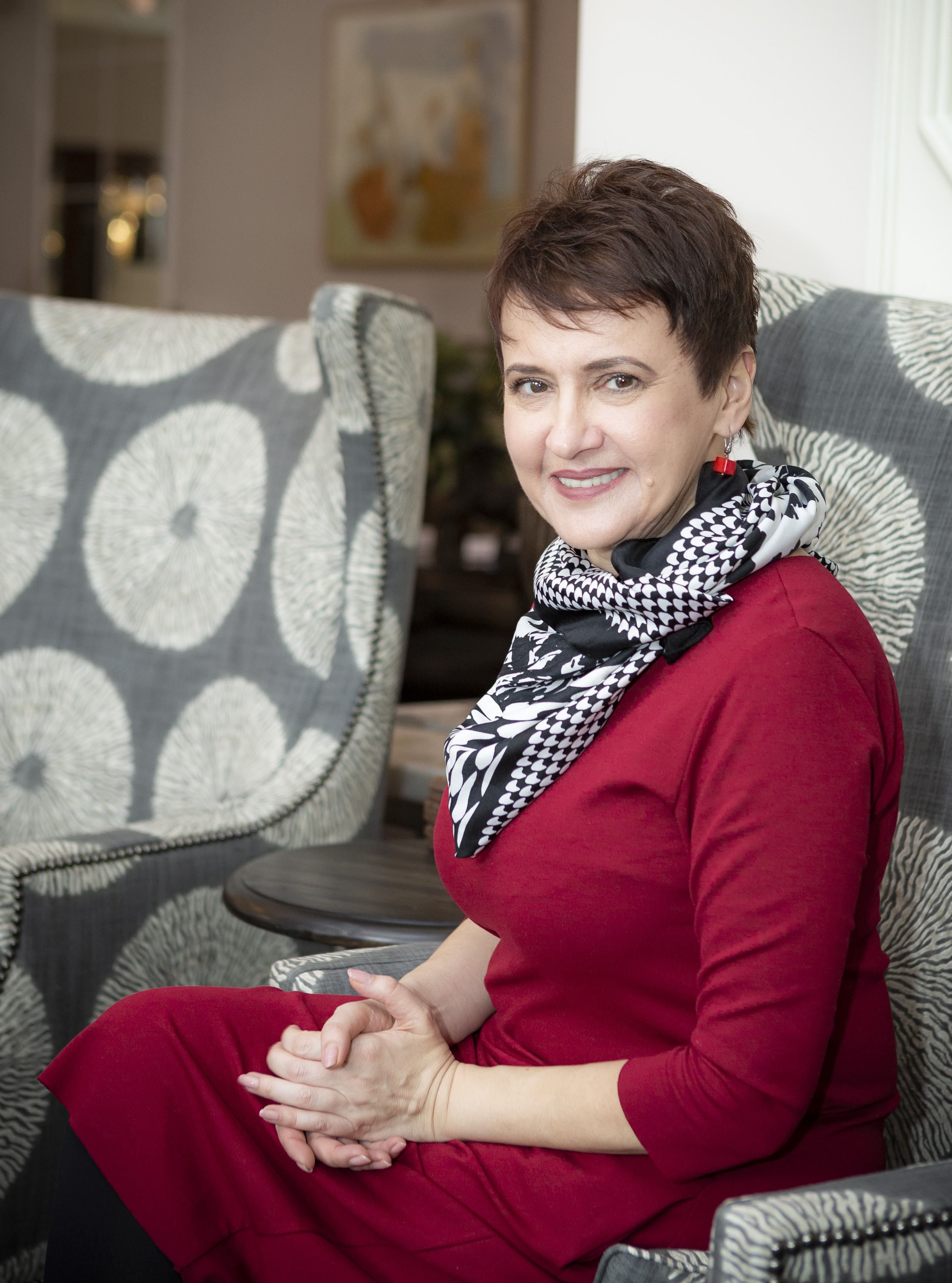
オクサーナ・ザブジュコ。歴史小説や文学評論、政治的エッセイも執筆している

ウクライナの文学にはさまざまな女性像が描かれてきた。家を守るベレヒーニャという女神は、「普通の女性」や母親・妻のイメージとして文学やメディアに使われた。ソ連時代の文学で流行した女性イメージは、仕事に励みながら主婦として家事や育児も行う「ソ連女性」と、「優しくて情緒的なヒロインのような女」だった。独立後はこうしたイメージも変わりつつある。オクサーナ・ザブジュコは独立後初のフェミニストの作家で、『ウクライナ人のセックスのフィールドワーク』（1996年）で著名となった。この作品は、それまでウクライナ文学で語られなかったセックスとアイデンティティを描いて人気を呼んだ。ラリサ・デニセンコは児童書『マヤと彼女のお母さん達』（2017年）で、多様な家族のあり方として父親のいない家庭や母親が2人いる家庭などを描いた。
女性の平等な権利の主張は、19世紀のナターリヤ・コブリンスカやオレーナ・プチールカの活動が先駆的で、2人はウクライナ初の女性作家アンソロジー『最初の花冠』（1887年）の編者でもある。コブリンスカはウクライナ初のフェミニスト団体としてルーシ女性協会を1884年に設立した。20世紀に入るとミレナ・ルドニツカのウクライナ女性同盟が女性運動を引き継いだ。2014年の尊厳の革命は、ウクライナ女性にとって社会での役割や居場所を再確認する重要なイベントとなり、以後は女性やフェミニズムをテーマにした本や絵本が多数出版された。50人の女性作家や画家たちが、6歳-9歳向けと9歳-12歳向けに女性が活躍する物語を作った。ジェンダーやフェミニズムをテーマにする著作家として、文学者のソロミヤ・パウリチコ、ビーラ・アゲエワ、社会学者のタマラ・マルツェニュック、ウクライナ社会と女性の歴史については社会学者のオクサーナ・キーシらがいる。
文体で性別が表される場合もあり、古ルーシの年代記における落涙の語りは全て女性によるものだった。『イーゴリ遠征物語』は女性の文体で書かれている点や、ポロツク公家の内情に精通した内容である点などから、作者はポロツク公家出身でキーウ大公妃のマリヤ・ヴァシリコヴナとする説がある。

### 紛争

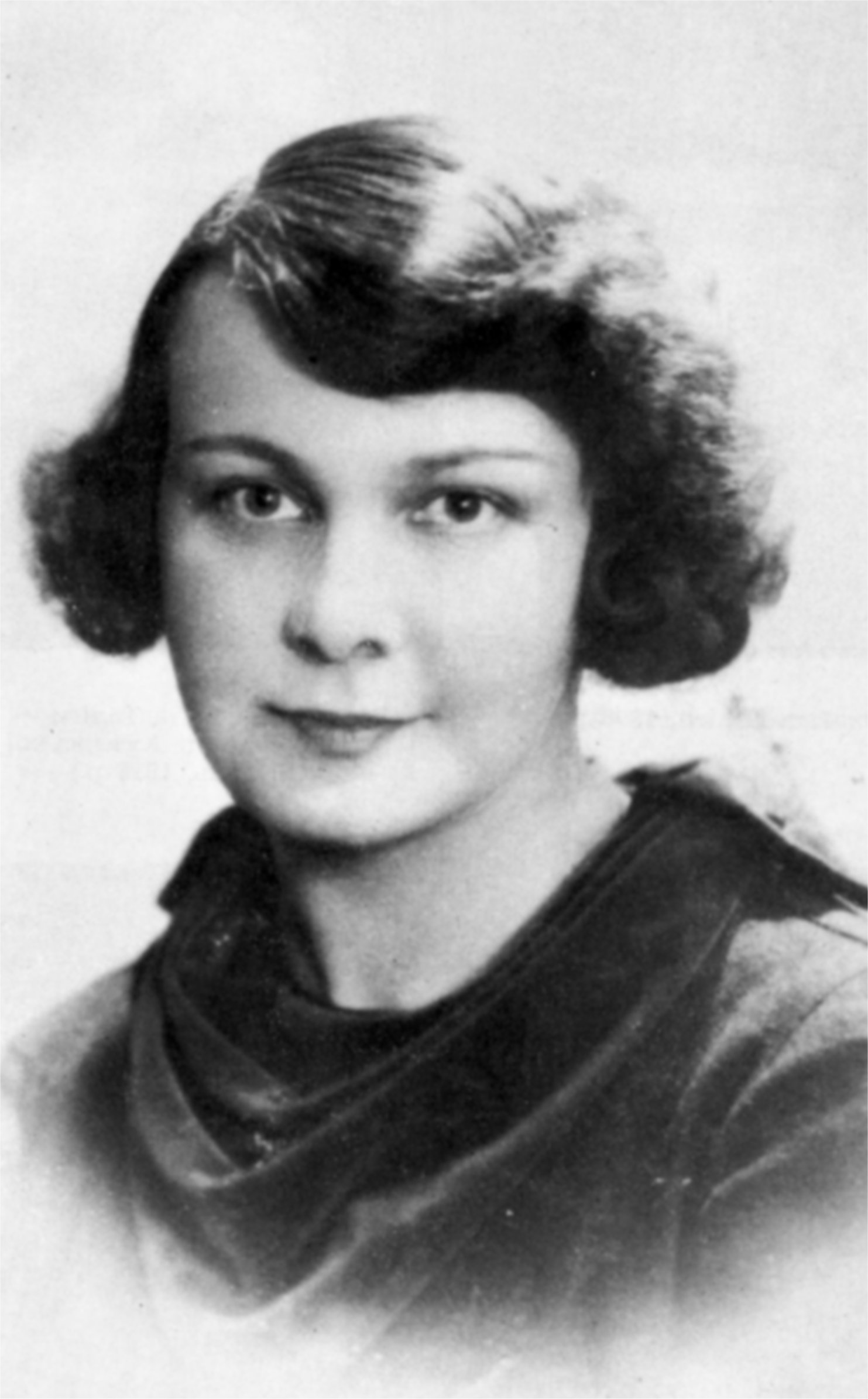
オレーナ・テリーハ

第二次世界大戦の独ソ戦では、ナチス・ドイツによってキーウをはじめとしてウクライナの都市が占領された。詩人のオレーナ・テリーハは夫とともにキーウで文学週報を発行し、大粛清の犠牲になったウクライナの作家を紹介した。キーウのバビ・ヤールではナチス・ドイツによってユダヤ人やロマが虐殺され、作家アナトリー・クズネツォフや詩人エフゲニー・エフトゥシェンコはのちにバビ・ヤールについて書いた。作家・ジャーナリストのヴァシリー・グロスマンは大量の餓死者を出したスターリン政権のホロドモールについて書いたが、ソ連ではタブーとして扱われた。

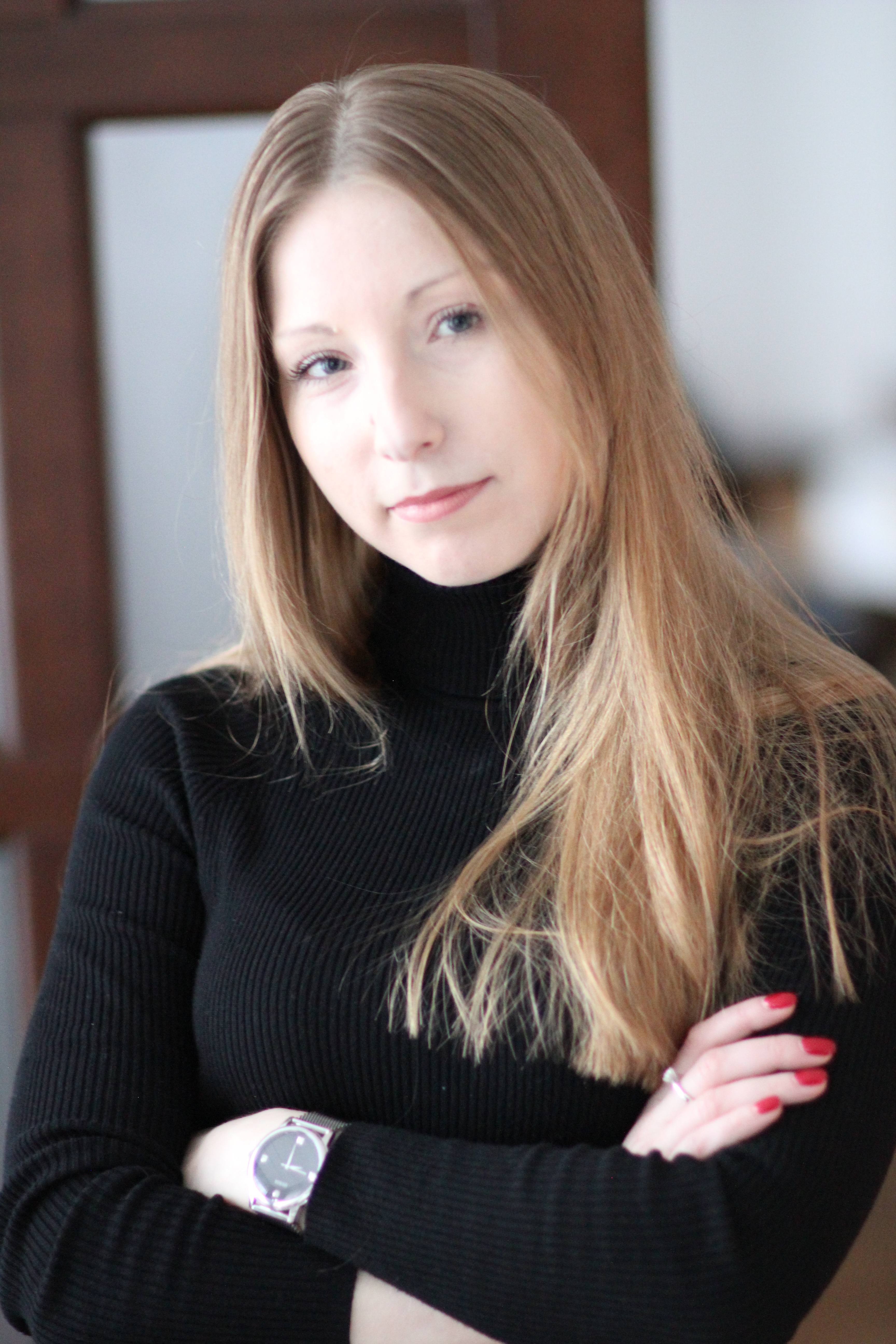
ヴィクトリア・アメリーナ。戦争犯罪をテーマに執筆していたが、ロシアのウクライナ侵攻で死亡した

 2014年の尊厳の革命や、それ以降のロシアとの紛争をきっかけにした作品も書かれている。ジャーナリストのルスラン・ホロウィイのエッセイ『寝る前の昔話』（2015年）、アルテム・チェフの日記本『ゼロポイント』（2017年）、アンドレイ・クルコフの『ウクライナ日記』などがある。劇作家のナタリア・ヴォロジビトの戯曲『悪路』（2017年）では、ドンバス戦争を題材として女性から見た戦争が描かれている。子供向けの本でも戦争をテーマにした作品が作られるようになり、ロマナ・ロマニーシンとアンドリー・レシヴの『戦争が町にやってくる』（2015年）は15カ国で翻訳された。
2022年以降のロシアのウクライナ侵攻によって命を失う作家もおり、ロシアの戦争犯罪について執筆してきたヴィクトリヤ・アメリーナは2023年にミサイル攻撃で死亡した。詩人のオスタップ・スリヴィンスキーは、避難者が暮らす仮設住宅などで戦争体験を聞き書きし、『戦争語彙集』（2023年）としてまとめている。

### 移民
ウクライナにルーツを持つ国外の作家によって、移民をテーマとした作品も書かれている。ニューヨーク在住のワシーリー・マフノはアメリカ合衆国で暮らすウクライナ移民を描いた。ドイツ在住のドイツ語作家ナターシャ・ヴォーディンは、マリウポリからドイツへ移り住んだ両親の体験をもとにした作品を書いている。

### 文学論
国民文学の概念は19世紀初期に西欧からロシア帝国に伝わり、ロシア領のウクライナでも文学史が研究された。キーウ・ルーシ時代の作品『イーゴリ遠征物語』の写本が注目されたのは1800年であり、中世文学との結びつきはそれまで意識されていなかった。中世の文芸作品、古文書、伝承の収集は国民文学の探究の一環として行われた。古代スラヴ語の研究を含むスラヴ学の発達や、ウクライナ民族史の研究が始まったのも19世紀からだった。
ウクライナの民話や文芸作品は1820年代からロシアで人気を呼び、ロシア人作家にもウクライナをテーマにする者がいた。しかしロシアの文芸評論家ヴィッサリオン・ベリンスキーは、ウクライナ語の表現力を低く評価した。他方でロシアの文化史家アレクサンドル・プィピンは、『スラヴ文学史』（1879年 - 1881年）においてロシア領、ハルィチナー、ウゴル・ルーシのウクライナ語の文芸作品を紹介した。オーストリアの作家・出版者のカール・エミール・フランツォースはウクライナの文芸作品を高く評価し、ウクライナ文化やユダヤ文化をテーマに執筆した。フランツォースはウクライナの作品をドイツ語に翻訳もしている。
ソ連の文学論においてウクライナ文学は評価されず、ソ連の教科書『ウクライナ文学史』ではロシア文学の傍流として書かれている。文学研究者のユーリー・ラヴリネンコは『銃殺されたルネサンス』（1959年）というアンソロジーを編纂して、1917年から1933年に禁書となった作品群を紹介した。この書籍はウクライナでは出版できず、ウクライナ文化に造詣が深いポーランド系の雑誌クルトゥラによってドイツで印刷され、パリで刊行された。スターリン体制後の「雪解け」時代には社会主義リアリズムではない文学論や創作が活発になった。映画監督のオレクサンドル・ドヴジェンコのエッセイ「絵画と現代芸術」は、社会主義リアリズムの限界を超えるための提案であり、文学にも影響を与えた。
独立後には文学研究や文芸評論が進み、タマラ・フンドロワ、ヤロスラフ・ポリシュチュック、ロクラナ・ハルチュックらが論じている。独立後に文学が発展している理由について分析がされており、社会（社会主義から資本主義への変化）、経済（市場、出版、流通）、イデオロギー（政府の圧力からの解放）の3点にあるという説や、独立前のウクライナが植民地的な状況にあったとするポストコロニアル理論からの説などがある。

## 言語、地理
ウクライナは国境をロシア、ベラルーシ、ポーランド、スロバキア、 ハンガリー、ルーマニア、モルドバと接している。また、南の黒海をはさんでブルガリア、トルコ、ジョージアに面している。こうした地域や民族と歴史的につながりがあるため、ウクライナ文学の作品は、ウクライナ語の他に、ロシア語、ウクライナ語とロシア語の混合語にあたるスルジク、ユダヤ人のイディッシュ語、ポーランド語などさまざまな言語で書かれている。2001年の国勢調査では、ウクライナ国民の67.5%がウクライナ語を母語とし、29.6%がロシア語を母語としている。ウクライナ語作家とロシア語作家の交流は、それぞれの話者をつなぐ文化交流としての役割も持っている。
『原初年代記』によれば、12世紀時点でキーウ・ルーシの南端がウクライナと呼ばれている。ポーランド王国とリトアニア大公国の東の境界もウクライナと通称された。一般で人気を呼んだ初のウクライナの歴史書として、ミコラ・アルカスの『ウクライナの歴史』（1908年）がある。その後、フルシェフスキーによるウクライナ人の通史『ウクライナ＝ルーシの歴史』（1895年 - 1933年）が大きな影響を与え、以後はルーシとウクライナが一体として考えられるようになった。
北東部のシヴェーリア地方は古代から続く森林があり、中世の『キーウ年代記』や、最古の叙事詩『イーゴリ遠征物語』にも登場する。スロボダ・ウクライナ地方はロシア南部国境と接しており、ウクライナ初の哲学者フルィホーリイ・スコヴォロダらの生地でもある。中心に位置するポルタヴァ州は、古典文学の作者を多数輩出した。近代ウクライナ文学の始まりにあたる小説『エネイーダ』の作者コトリャレフスキーの出身地もポルタヴァにある。西部はカルパチア山脈の山谷で地域が分かれており複雑な民族構成をもつ。ハルィチナー地方はウクライナ初の印刷所が作られ、19世紀の民族運動の中心となった。南部のオデッサは黒海の貿易で急成長をした都市で、19世紀以降に多民族・多国籍の住民が暮らした。ウクライナ語、ロシア語、イディッシュ語が混じり合う語彙やスラングが特徴で、それまでの思索的なロシア語文学に対してストーリー性、ユーモア、風刺を特徴とする作品が書かれた。

### 古代教会スラヴ語、教会スラヴ語、古東スラヴ語
スラヴ世界の最古の文語は古代教会スラヴ語であり、9世紀末にギリシャ語の福音書や詩篇を翻訳するための言語として成立した。9世紀後半にモラヴィア王国の君主ロスティスラフが、スラヴ人の言葉で布教するようにビザンツ帝国に求めたことがきっかけだった。ビザンツ帝国の聖職者キュリロスとメトディオスがモラヴィアに派遣され、アルファベットからグラゴル文字を考案した。グラゴル文字はブルガリアの首都プレスラフに伝わり、グラゴル文字を使いやすくしたキリル文字が作られた。
キリル文字はキーウ・ルーシに伝わり、キリスト教が国教になる前からキリル文字が使われた。やがてブルガリアの滅亡後に移住してきた聖職者によって、キーウ・ルーシが古代教会スラヴ語の中心となり、古代教会スラヴ語は原地の話し言葉の影響を受けて変化していき、教会スラヴ語が成立した。11世紀に修道士を中心に識字層が増え、キリスト教関係の文書が古代教会スラヴ語から教会スラヴ語へ筆写された（後述）。12世紀には『原初年代記』をはじめとしてオリジナルな著作が書かれるようになり、文章の中でスラヴ語の統語法や談話構造が明確になった。
キーウ・ルーシの時代は、ウクライナ語、ロシア語、ベラルーシ語は古東スラヴ語の中で言語や文学の境界が定まっていなかった。古東スラヴ語は8世紀から14世紀にかけて分化が進み、キーウ・ルーシ滅亡後の分割統治も影響を与え、前述の3言語の違いが明らかとなった。14世紀から16世紀にかけて祈祷書を中心に写本が行われ、タルノヴォの総司教イェフティミィが正書法の改良を行った。

### ウクライナ語
ウクライナの国家語・公用語にあたるウクライナ語は、スラヴ語派の東スラヴ語群に属し、ロシア語やベラルーシ語と同じグループになる。そのためウクライナでは2言語や3言語を使う住民が多い。ウクライナ語の話者は、歴史的にポーランド王国やハプスブルク帝国の影響下にあった西部に多く、ロシアの影響下にあった東部や南部では少ない。独立前のロシア帝国やソ連時代は小ロシア語や小ロシア方言と呼ばれることもあり、またハプスブルグ領ではルテニア語とも呼ばれた。
ウクライナ語の正書法は3段階の発展があり、(1) ウクライナ・ルーシ期（10世紀 - 17世紀。古スラヴ語の時代）、(2) メレーチー・スモトリツキーによる文法（17世紀初頭 - 18世紀末）、(3) 新ウクライナ語期（19世紀 - ）となる。スラヴ語文献にウクライナ語の音が現れるのは、スモトリツキーの『スラヴ語文法の正しい構成』（1619年）が初となった。この文法書によって教会スラヴ語の正書法が確立した。パンヴォ・ベルインダは30年をかけて『スラヴ・ロシア語辞典』（1627年）を編集し、教会スラヴ語のウクライナ語訳と固有名詞の解説で構成されており重要な辞典とされる。
18世紀初頭のピョートル1世の時代に文字改革が行われ、ウクライナの学者も参加して、伝統的なキリル文字に代わる新しいキリル文字が採用された。この新たなキリル文字は世俗文字とも呼ばれる。世俗文字のアルファベット32文字は、その後のウクライナ語、ベラルーシ語、ロシア語の正書法の基礎となった。ウクライナの口語で書かれたコトリャレフスキーの『エネイーダ』の影響で、1798年から1905年までに約50種類の正書法が考案された。アレクセイ・パブトーフスキイは初のウクライナ語文法書として『小ロシア語方言文法』（1818年）を出版した。
20世紀以降のウクライナ語の正書法に影響を与えたのは、ボリス・フリンチェンコの『ウクライナ語辞典』（1907年 - 1909年）で、作家や出版社はフリチェンコの書記法を模範とした。1918年にはウクライナ中央ラーダが公式のウクライナ語正書法を発表した。ソ連時代の1933年にはウクライナ語の正書法をロシア語に適合させるためにアルファベットのҐ（ゲー）が禁止されたが、言語法（1989年）とウクライナ独立（1991年）を経て復帰した。

### ロシア語

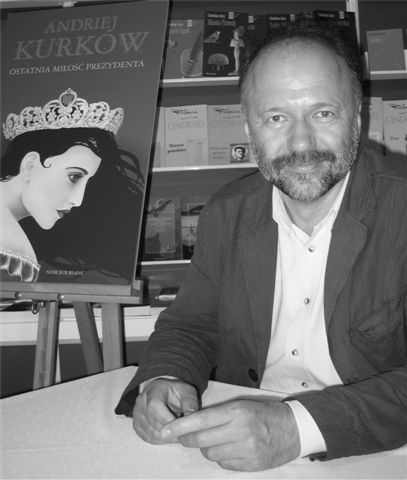
ロシア語作家のアンドレイ・クルコフ

ウクライナを扱った初のロシア語作品を書いたのは、ヴァシーリー・ナレージヌイだった。ニコライ・ゴーゴリはヴェルィーキ・ソローチンツィ出身で、父はウクライナ語の劇作家だった。ゴーゴリ自身はサンクト・ペテルブルクに暮らしてロシア語で執筆し、ウクライナを描いた『ディカーニカ近郷夜話』（1829年 - 1831年）で人気作家となった。19世紀のウクライナには多数のユダヤ人が暮らし、ユダヤ人の居住制限が廃止された1920年代には、イサーク・バーベリの『オデッサ物語』（1921年 - 1924年）をはじめとするウクライナ出身のユダヤ人によるロシア語文学も盛んになった。ロシア革命からソ連時代にかけてウクライナ出身のロシア語作家が多数輩出された。アンナ・アフマートヴァはルーツであるキーウで詩作を始め、移り住んだのちもキーウについて詠った。
アンドレイ・クルコフは独立後に最も早く世界的に読まれたロシア語作家で、『ペンギンの憂鬱』（1996年）などがある。ナタリア・ヴォロジビトはモスクワでロシア語作家として活動したのちにウクライナへ戻り、題材に合わせてウクライナ語とロシア語を使い分けている。

### スルジク
独立後はウクライナ語とロシア語の混合語であるスルジクで執筆する作家も現れた。ロシアの侵攻後はウクライナ国内で言語のウクライナ化が進んでおり、ウクライナ語を話そうとするロシア語話者が増えたために新たなスルジクが発生している。スルジク語作家として、ボフダン・ジョルダク（Bogdan Zholdak）、ミハイロー・ブリニフ、脚本家のレシ・ポデレビャンスキ、そしてコロムィーヤ出身で『奇妙な人々』を発表したアルテム・チャパイらがいる。

### イディッシュ語

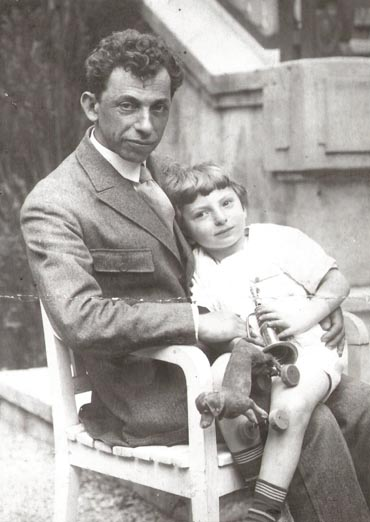
イディッシュ語作家のドヴィド・ベルゲルソン

ユダヤ人は紀元前から商業でクリミア半島におり、13世紀以降のポーランド王国の拡大によってウクライナで急増し、オデッサの貿易でさらに増加した。19世紀のオデッサはニューヨークとワルシャワに次いでユダヤ人の多い都市となった。イディッシュ語は東欧の他にも世界各地で暮らすユダヤ人が使う言語であり、ウクライナ文学の作品もある。イディッシュ語という名称が公式に決まったのは、1908年にチェルニウツィーで開催された「イディッシュ語のための会議」だった。ペレヤスラウ出身のショレム・アレイヘムはイディッシュ語で書きつつ、自作をロシア語にも翻訳した。ミュージカル『屋根の上のヴァイオリン弾き』の原作『牛乳屋テヴィエ』（1894年）もアレイヘムの作品で、ウクライナのシュテットルを舞台にしている。ドヴィド・ベルゲルソンはロシア語とヘブライ語で執筆したのちにイディッシュ語で故郷のウクライナを描き続け、ウクライナ人の登場人物によるウクライナ語のセリフが飛び交っている。

### ポーランド語、ドイツ語
ポーランド人はハルィチナーの支配層だった歴史があり、ハルィチナーの首都リヴィウはポーランド語でルヴフと呼ばれ、ポーランド人とウクライナ人の双方にとって文化の要所だった。ポーランド語作家にも、ウクライナ出身者のヤロスワフ・イヴァシュキェヴィッチがいる。カリヌィーク出身のイヴァシュキェヴィッチはワルシャワに移住し、喪失した故郷としてウクライナを描いた。イヴァン・フランコは語学に優れており、ロシア語の他にドイツ語やポーランド語でも発表した。フランコはドイツの文芸作品をウクライナ語に翻訳したり、シェフチェンコの作品をドイツ語に翻訳した業績でも知られる。モダニズムの演出家でリヴィウ出身のレシ・クルバスは最初はポーランド語、ベラルーシ語、ロシア語で執筆し、次第にウクライナ語を使うようになった

### ラテン語
東方正教会を経由して西欧文化が伝わるにつれて、17世紀から18世紀のキーウの著作家は教会スラヴ語だけでなくラテン語でも執筆した。ピョートル1世がロシア帝国の近代化政策でラテン語を選んだ際には、ギリシャ語を重視する保守的なモスクワの知識人が反対したため、ラテン語を使えるキーウのモヒーラ・アカデミア出身者が多数参加した。モヒーラ・アカデミアの教授だったフェオファン・プロコポーヴィチは神学者・作家でもあり、『詩学講義（De arte poetica libri tres）』（1705年）ではホラティウスをもとにして風刺的な劇詩を論じている。

### スラヴ・ミクロ言語
スラヴ語にはスラヴ・ミクロ言語と呼ばれる少数言語があり、ウクライナ語の方言もしくは近縁の別言語とみなされるものも存在する。ルシン語はセルビア、ポーランド、スロヴァキアでも使われており、南ルシン語は詩や小説などの創作が行われている。ウクライナ・ベラルーシ・ポーランド・ロシアが接するポレシエ地方には西ポレシエ語がある。ベラルーシの詩人ミコラ・シリャホヴィッチらは西ポレシエ語の作品を掲載した機関紙を発行し、ウクライナ人も参加した。いったん活動は縮小したのち、2015年からベラルーシの雑誌『スプラヴァ（出来事）』で西ポレシエ語の文章がウクライナ語、ベラルーシ語、ロシア語とともに掲載されている。

### その他

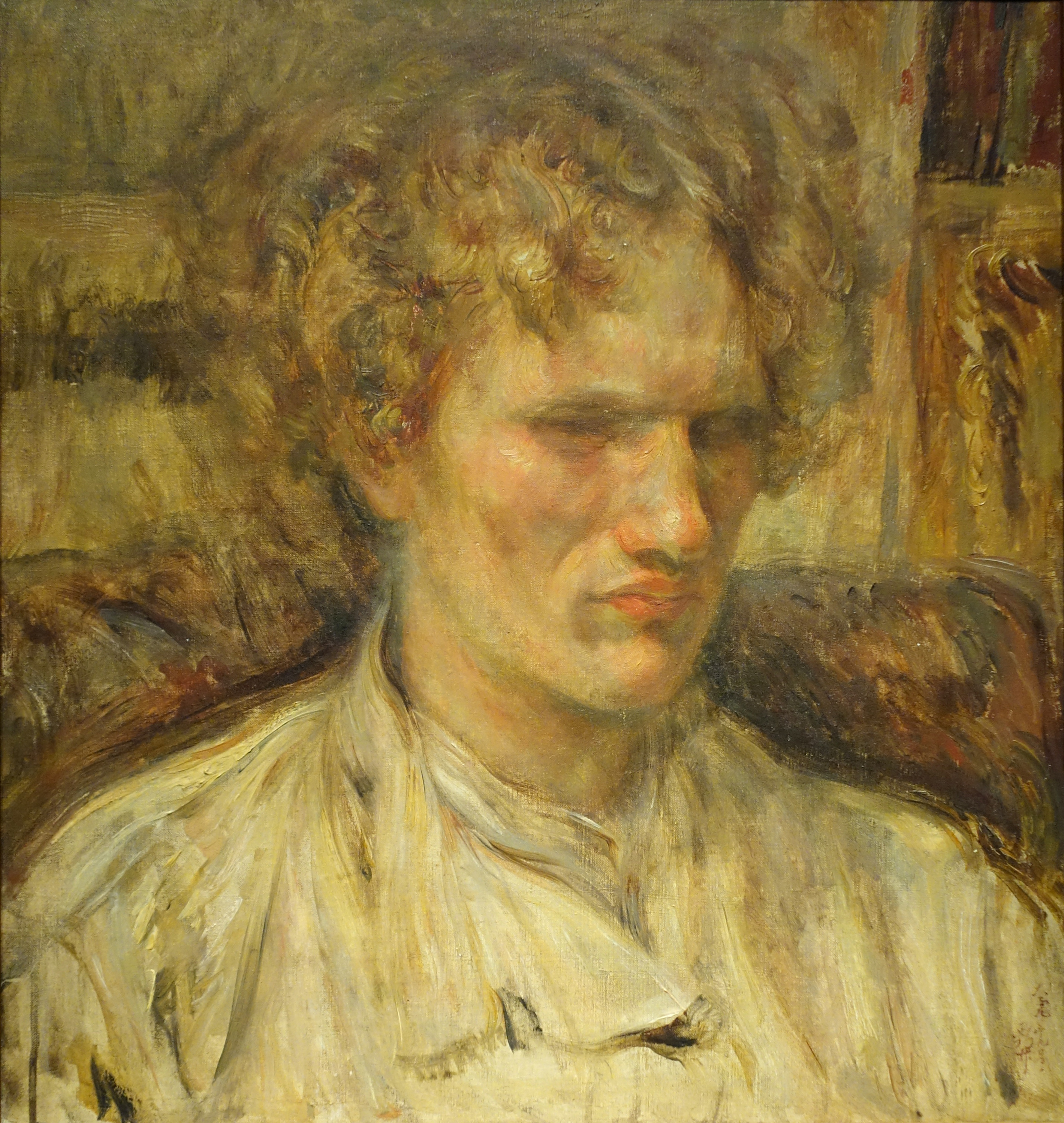
ヴァスィリー・エロシェンコ。日本語やエスペラント語でも創作をした。中村彝の肖像画『エロシェンコ像』

ロシア革命を逃れた白系ロシア人と呼ばれる人々にはウクライナ人もおり、亡命先や移住先で創作や出版を行った。ウクライナ東洋学者協会の会長フョードル・ダニレンコは、満洲国時代のハルビンで小説を書き、極東ウクライナ人の情報発信としてウクライナ語の雑誌『遠東雑誌』を発行した。
ヴァスィリー・エロシェンコは、視覚障害者が日本ではマッサージ師（按摩師）として自立して生活しているという情報を聞いて日本に滞在し、日本語の童話や詩を発表した。詩人のユーリー・タルナフシキーは世界大戦時に避難民となり、ドイツやアメリカなど生涯のほとんどを国外で暮らしながら詩作をした。
ウクライナ出身で国外で暮らす作家は2000年以降に増加しており、その中には非ウクライナ語の作品もある。

## 出版、図書館

### 写本

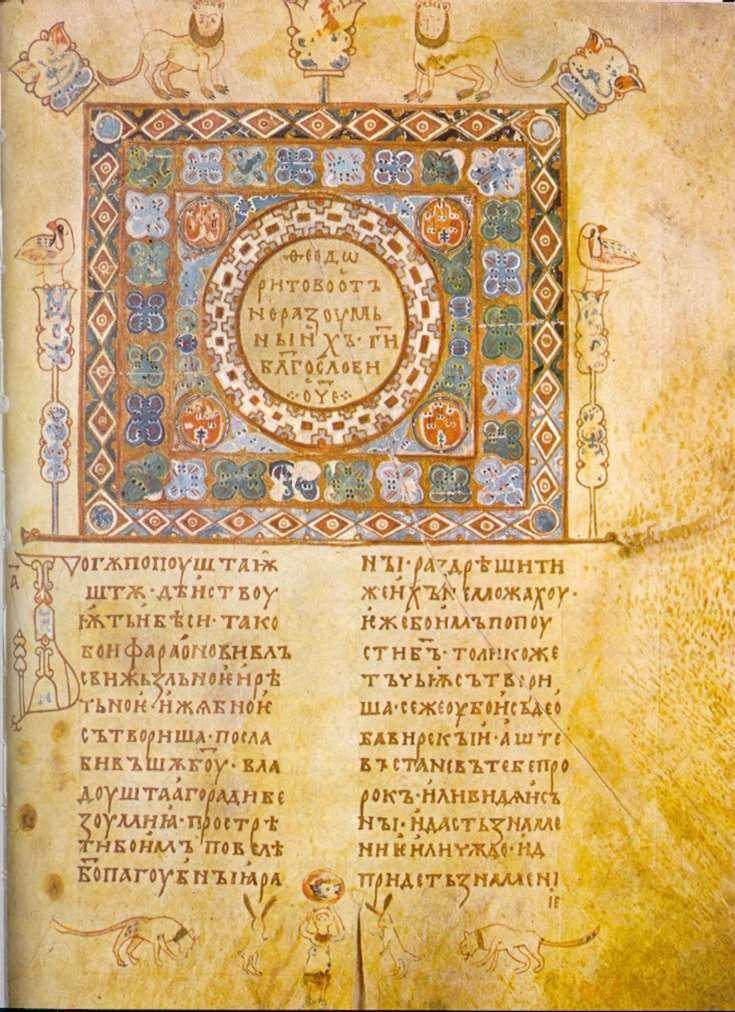
『スヴャトスラフの文集』。百科全書的な内容の書物で文学にも影響を与えた

活版印刷が普及する前の書籍は羊皮紙の写本だった。古代教会スラヴ語が作られた時代は、修道院、教会、宮廷などに書写房があり、羊皮紙、羽ペン、書見台で写本が書かれた。古代教会スラヴ語の写本にはビザンツ文化の様式が見られる。現存する最古の古代教会スラヴ語の写本は10世紀半ばのもので、最初期である9世紀の書籍は残っていない。碑文にある最古の古代教会スラヴ語は、921年のクレプチャの教会跡のキリル文字となる。
キーウ・ルーシの太公ヤロスラフ1世は読書家で、当時としては多い500冊の蔵書を持ち、多くの写字生に写本を作らせた。キーウ・ルーシでは11世紀までに20の教会と19の修道院が建設され、そこでも写本が行われた。当時の写本は約30点が現存しており、11世紀の写本として『オストロミール福音書』（1056年 - 1057年）、『スヴャトスラフの文集』（1073年 - 1076年）などがある。『スヴャトスラフの文集』は、ブルガリアでシメオン1世時代に作られた『シメオンの文集』からの写本で、ヤロスラフ1世の子で同じく読書家のスヴャトスラフが編纂させた。スラヴ人初の百科全書的な内容で、文学面ではビザンツ帝国の文法家ゲオルギオス・ホイロボスコスの「想像力について」という詩論が収録されている。この書によってスラヴ文化にメタファーやアレゴリーの概念が知られるようになり、後世に影響を与えた。

### 活版印刷

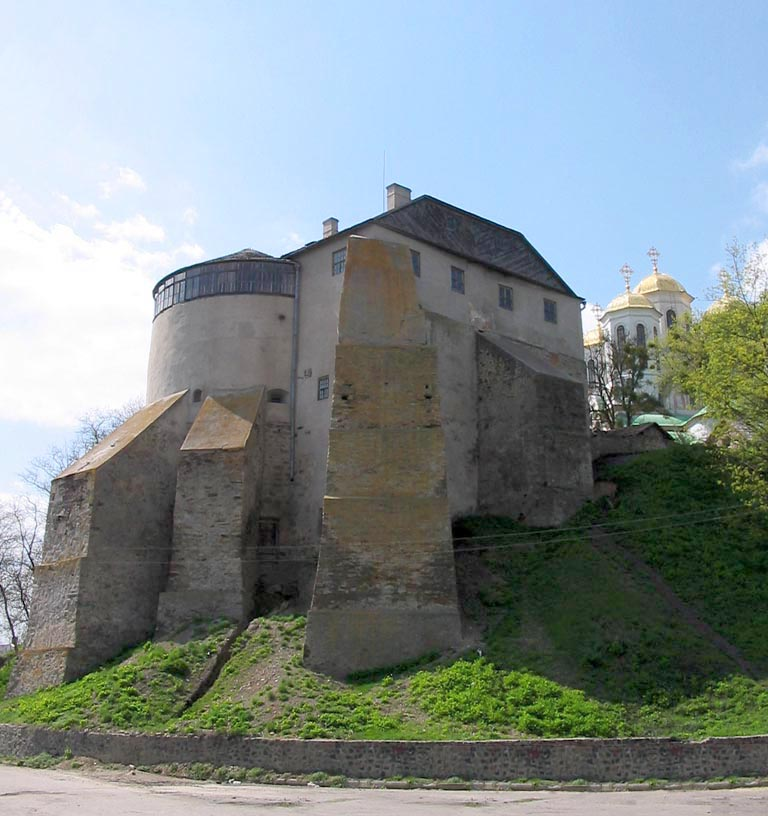
オストロフ城。この付近に、リヴィウに次いで最古のオストロフ印刷所が設立された

ウクライナ初の印刷・出版は、1574年にリヴィウで行われた。リヴィウはバルト海と黒海を結ぶ貿易で繁栄し、手工業や商業が盛んで、織物、版画、写本、製本工房、書店などが存在したことが印刷に結びついた。印刷者のイヴァン・フョードロフは、ロシア初の印刷・出版物である『聖使徒経』を印刷した。リヴィウを訪れたフョードロフは、職人や司祭の協力を得て印刷を実現した。印刷された『初等読本』（1574年）はキリル文字で印刷された初の教科書であり、教会スラヴ語で書かれた初の世俗的な印刷物となった。その後フョードロフはコンスタンティ・ヴァシーリ・オストログスキの協力を得て、オストロフ印刷所で初の教会スラヴ語の聖書である『オストロフ聖書』を出版した。西ウクライナを中心に印刷所が増えてゆき、教会スラヴ語、ウクライナ語、ポーランド語、ラテン語、アルメニア語などの印刷が行われた。西ウクライナがたびたび戦場となった17世紀後半は、キーウ印刷所などで印刷・出版が続けられた。

### 17世紀 - 20世紀初頭
17世紀以降は、ロシア帝国によるロシア化がしばしば行われた（ロシア化#ウクライナも参照）。ロシア領において、ウクライナ語は大ロシア語（ロシア語）に対する小ロシア語と定義され、ウクライナ語が抑圧された。帝国政府は、ドイツ語やポーランド語などロシア語に対抗する言語と、ロシア語の方言とみなしたウクライナ語の自立を警戒した。帝国政府はウクライナ語の使用を分離主義とみなして、ヴァルーエフ指令（1863年）やエムス法（1876年）を進めた。エムス法では、ウクライナ語の出版、国外で出版されたウクライナ語書籍等の持ち込み、演劇の上演、朗読、歌唱、学校教育などが禁止された。ハプスブルク領内ではウクライナ語の出版が可能だったため、リヴィウでウクライナ語の書籍が出版されて民族運動や独立運動に影響を与えた。

### ソヴィエト連邦時代
ソ連時代のウクライナは「ソ連で最も本を読んでいる国」のイメージがあり、出版業界は活発で本の値段が安かった。しかし検閲のために出版できる作品が限られていた。1917年から1933年にかけて出版された作品は禁書となり「銃殺されたルネサンス」と呼ばれた。1941年から1945年のウクライナの出版物は、民族主義的性格の誤りがあると非難された。その中にはウクライナ科学アカデミーの『ウクライナ文学史』も含まれており、ウクライナ作家同盟議長が解任された。ウクライナへの愛着ではなくソヴィエト愛国主義を優先するように求められ、『ウクライナを愛せよ』（1944年）という詩を発表したヴォロディミル・ソシュラはウクライナ民族主義として非難された。1954年にはウクライナ人の著作111冊が禁書となった。
書店では、店員の後ろに本を並べて販売されていた。1980年代からキーウの公園では週末に本の青空市が開かれ、ペトリフカ地区で本を売る公式の市場も作られた。1970年代以降は、喫茶店付きのスーパーで夏から秋にかけて作家がしばしば集まった。

### 独立後
独立後は、ソ連時代に検閲で出版できなかった作品や地下出版で流通していた作品が読めるようになった。また、弾圧を受けた作家の名誉回復が進んだ。独立後は民間の出版社や自費出版などの選択肢が増えるとともに本の値段は上がった。書店も変化があり、自由に店内をまわって好きな本を手に取れる書店が増えた。文学クラブのようなカフェが作られて文学イベントが開催されるようになった。
独立後のウクライナ憲法では、言論の自由を制約する法律として、通称「脱共産主義法」が制定された。この法律は共産主義体制下で弾圧された人々の名誉回復が主な目的であり、ソ連支配下のホロドモールなどの出来事を否定する表現・出版や、ナチズムを称賛する表現・出版を禁止している。

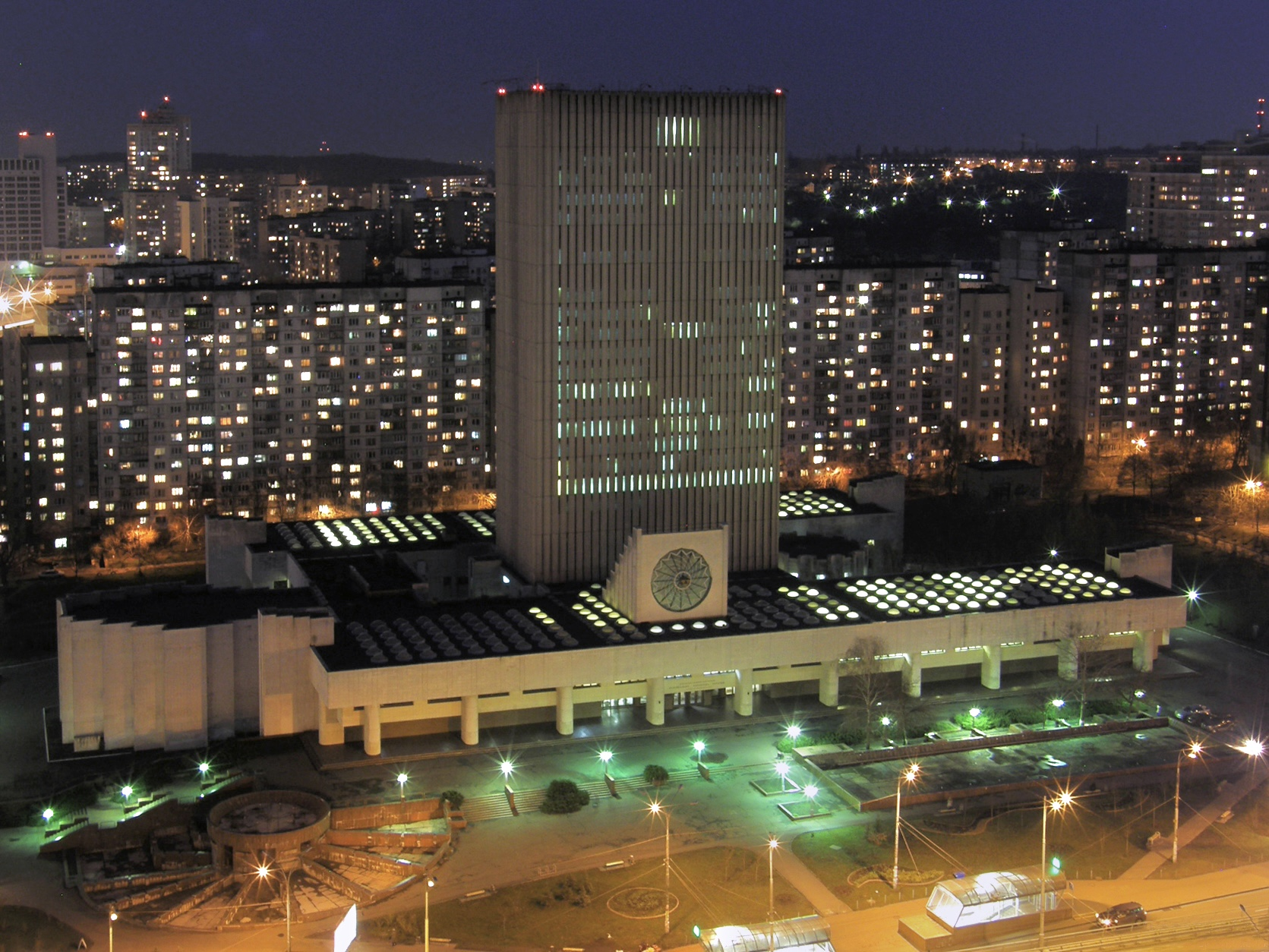
ヴェルナツキー・ウクライナ国立図書館

1990年代から2000年代にかけての経済的な混乱は出版業界にも影響を与えて、ウクライナで出版される新刊は年間で約2万点となっている。図書館も経済の影響を受けて、地域の図書館は蔵書が古いままで高齢者の利用が多い。デジタル化が進むにつれて読書人口の減少が指摘されるなか、タブレットの電子書籍やオーディオブックで読む層が増えている。21世紀以降は作家による出版社の起業が増えた。2014年の尊厳の革命では、運動の中心になったマイダン広場でボランティアによる臨時図書館も開かれた。
2018年の国家語としてのウクライナ語の機能保障法ではクォータ制が導入され、外国語の出版部数はウクライナ語と同等であること、書店で販売されるウクライナ語の出版物が50パーセント以上になることが定められた。ロシアのウクライナ侵攻の影響でロシア語文学への評価が変化して脱ロシア化が進められており、公営書店ではロシア語の作品を回収した。キーウ出身のロシア語作家ミハイル・ブルガーコフのブルガーコフ記念館の閉鎖を求める声もあがっている。
ウクライナ図書館協会は侵攻後に国内の図書館と国際図書館連盟（IFLA）に向けて声明を出した。2022年8月には約15,000の図書館のうち2,475が閉鎖された。ユネスコの調査によれば、2023年2月時点で12の図書館が損壊している。ウクライナ文化の一部として文学が主要な標的の一つになっているため、文字文化や言語を維持するプロジェクトが進められている。図書館員はウクライナ文化遺産救済オンライン（SUCHO）を設立して蔵書のデジタル化やアーカイブ化を行っている。ユネスコ等では、幼児向けの電子書籍をウクライナ語に翻訳する “Translate a Story Ukraine” のキャンペーンが行われた。キーウのLesia Ukrainka Public Libraryは、国外に避難した子供にウクライナの本を届けるプロジェクトを開始し、文学を含む遺産を守り続けるとしている。

## イベント、文学賞、団体
2000年代に入り、ブックフェスタやブックフォーラムなどのイベントが増えた。大きなイベントとしては、キーウで5月に開催されるアーセナル・ブックフェスティバルや、9月にリヴィウで開催されるブックフォーラム・リヴィウがあり、本の紹介の他に映画上映、コンサート、演劇なども行われる。ウクライナの出版社はフランクフルト・ブックフェアをはじめとする世界のブックフェアに参加するようになった。
文学賞としては、1961年に始まったシェフチェンコ・ウクライナ国家賞がある。文学、ジャーナリズム、音楽、演劇、映画、ビジュアルアートの6部門があり、国の文化に貢献した人物に与えられる。独立後には民間の文学賞も設立されるようになった。1999年設立のコロナツィヤ・スローワは、長編小説、歌詞、映画脚本、戯曲、児童文学などの部門がある。2005年に設立されたBBCブック・オブ・ザ・イヤーは、英国放送協会（BBC）のウクライナ語放送の文学賞で、大人向けと子供向けの部門がある。
作家団体はソ連時代からのウクライナ作家同盟があったが評判を落として若い世代が入らなくなり、1997年にウクライナ作家連合、1998年にウクライナPENが設立された。

## 主な作家
- 以下の一覧は、川端編 (1986) 、伊東 (1993) 、伊東, 井内, 中井編 (1998) 、小粥 (2006) 、原田 (2007) 、三浦 (2006) 、赤尾 (2018) 、中村 (2018) 、藤井 (2018)、ホメンコ (2018) 、田中 (2018) 、田中 (2022) を参照して作成。

|  | 年代記者ネストル Нестор Літописець                | 1056年 - 1114年。ウクライナ文学の祖。正教会の克肖者（11月9日の記念日はウクライナ語の日となっている。東欧の最古記録である『原初年代記』の作者。 |
|  | マルーシャ・チュラーイ Маруся Чурай               | 1625年 - 1653年。ウクライナの歌手・詩人。「ウクライナのサッフォー」とも呼ばれる。                                                              |
|  | フルィホーリイ・スコヴォロダ Григорій Сковорода   | 1722年 - 1794年。ウクライナの哲学者、文人、詩人。「ウクライナのソクラテス」。                                                                  |
|  | イヴァン・コトリャレーウシキー Іван Котляревський | 1769年 - 1838年。近代ウクライナ文学の祖。ウクライナ語の口語で書かれた『エネイーダ』の著者。                                                    |
|  | ニコライ・ゴーゴリ Микола Гоголь                  | 1809年 - 1852年。ウクライナのロシア語作家。『ディカーニカ近郷夜話』、『タラス・ブーリバ』、『外套』、『死せる魂』などの小説で知られる。        |
|  | タラス・シェフチェンコ Тарас Шевченко             | 1814年 - 1861年。ウクライナの詩人、画家。標準ウクライナ語を確立させた。ウクライナ最大の詩人。                                                  |
|  | イヴァン・フランコ Іван Франко                    | 1866年 - 1916年。ウクライナの詩人、翻訳者、言語学者。オーストリア・ハンガリーにおけるウクライナ民族解放運動の第一人者。                        |
|  | レーシャ・ウクライーンカ Леся Українка            | 1871年 - 1913年。ウクライナの女性作家、詩人。『森の歌』の詩劇で知られる。                                                                      |

### 現代作家（五十音順）
- 以下の一覧は、ホメンコ (2018) 、ホメンコ (2019) 、ホメンコ (2021) 、奈倉 (2023) を参照して作成。

- ビーラ・アゲエワ（ウクライナ語版）（文芸評論家、ジェンダー研究家。1958年 -）
- ヴィクトリヤ・アメリーナ（作家。1986年 - 2023年）
- エッマ・アンドリエーヴシカ（詩人、画家。1931年 -）
- ユーリー・アンドルホーヴィチ（小説家、詩人。1960年 -）
- パブリュック・イゴール（詩人。1967年 -）
- ユーリ・イズドリク（小説家、詩人。1962年 -）
- ナタリア・ヴォロジビト（ウクライナ語版）（劇作家。1975年 -）
- オレーシ・ウリャネンコ（ウクライナ語版）（小説家。1962年 - 2010年）
- カテリーナ・カリツコ（詩人、翻訳家。1982年 -）
- イレーナ・カルパ（小説家、歌手。1980年 -）
- アンドレイ・クルコフ（小説家。1961年 -）
- リーナ・コステンコ（詩人、作家。1930年 -）
- オクサーナ・ザブジュコ（小説家、詩人、評論家。1960年 -）
- セルヒー・ジャダン（小説家、詩人。1974年 -）
- ボフダン・ジョルダク（Bogdan Zholdak。脚本家。（1948年 - 2018年）
- イリーナ・ジレンコ（ウクライナ語版）（詩人、児童文学作家、ジャーナリスト。1941年 - 2013年）
- オスタップ・スリヴィンスキー（詩人、翻訳家、評論家。1978年 -）
- ユーリー・タルナフシキー（ウクライナ語版）（詩人。1934年 -）
- アルテム・チェフ（ウクライナ語版）（作家。1985年 -）
- アルテム・チャパイ（ウクライナ語版）（作家、翻訳家、ジャーナリスト。1981年 -）
- リューブコ・デーレシ（小説家。1984年 -）
- ラリサ・デニセンコ（ウクライナ語版）（作家、人権活動家。1973年 -）
- ソロミヤ・パウリチコ（ウクライナ語版）（作家、評論家、翻訳家。1958年 - 1999年）
- エフゲン・パシュコフスキ（ウクライナ語版）（小説家。1962年 -）
- ロクラナ・ハルチュック（ウクライナ語版）（評論家、翻訳家、言語学者。1964年 -）
- ミハイロー・ブリニフ（ウクライナ語版）（小説家。1974年 -）
- スウィトラナ・プルカロ（ウクライナ語版）（翻訳家、ジャーナリスト。1976年 -）
- ステパーン・プロチュク（詩人、小説家、エッセイスト。1964年 -）
- タマラ・フンドロワ（ウクライナ語版）（評論家、批評家、言語学者。1955年 -）
- スヴィトラーナ・ポヴァリャーイェヴァ（詩人。1974年 -）
- レシ・ポデレビャンスキ（ウクライナ語版）（劇作家、芸術家。1952年 -）
- ヤロスラフ・ポリシュチュック（ウクライナ語版）（評論家。1960年 -）
- ルスラン・ホロウィイ（ウクライナ語版）（ジャーナリスト。1976年 -）
- ワシーリー・マフノ（ウクライナ語版）（詩人、エッセイスト、評論家。1964年 -）
- ターニャ・マリャルチュック（小説家。1983年 -）
- ヤロスラフ・メルニック（ウクライナ語版）（作家、批評家。1959年 -）